# Biserica de lemn din Boiu de Jos

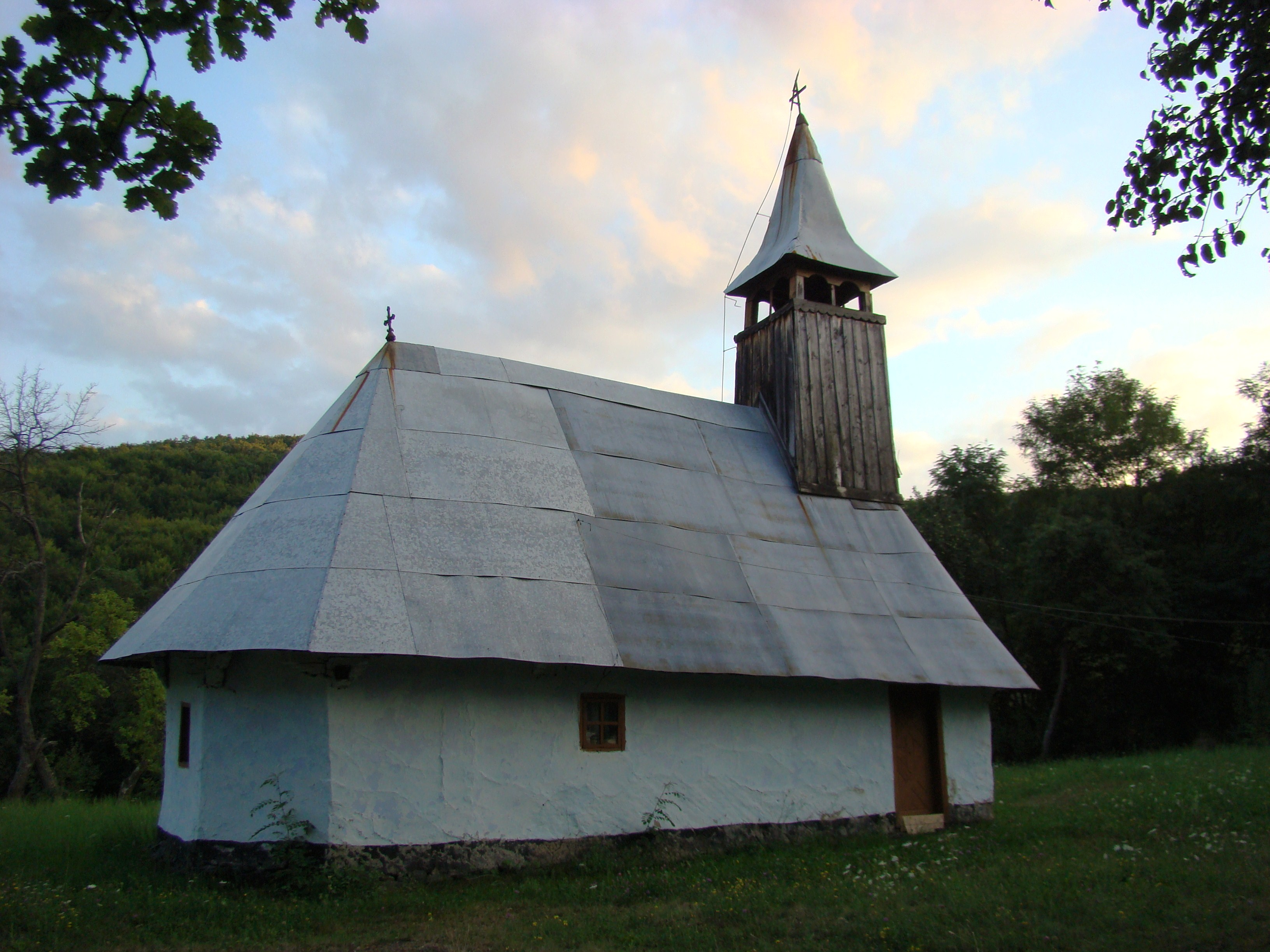
Biserica de lemn „Cuvioasa Paraschiva” din Boiu de Jos, comuna Gurasada, județul Hunedoara, foto: august 2009.

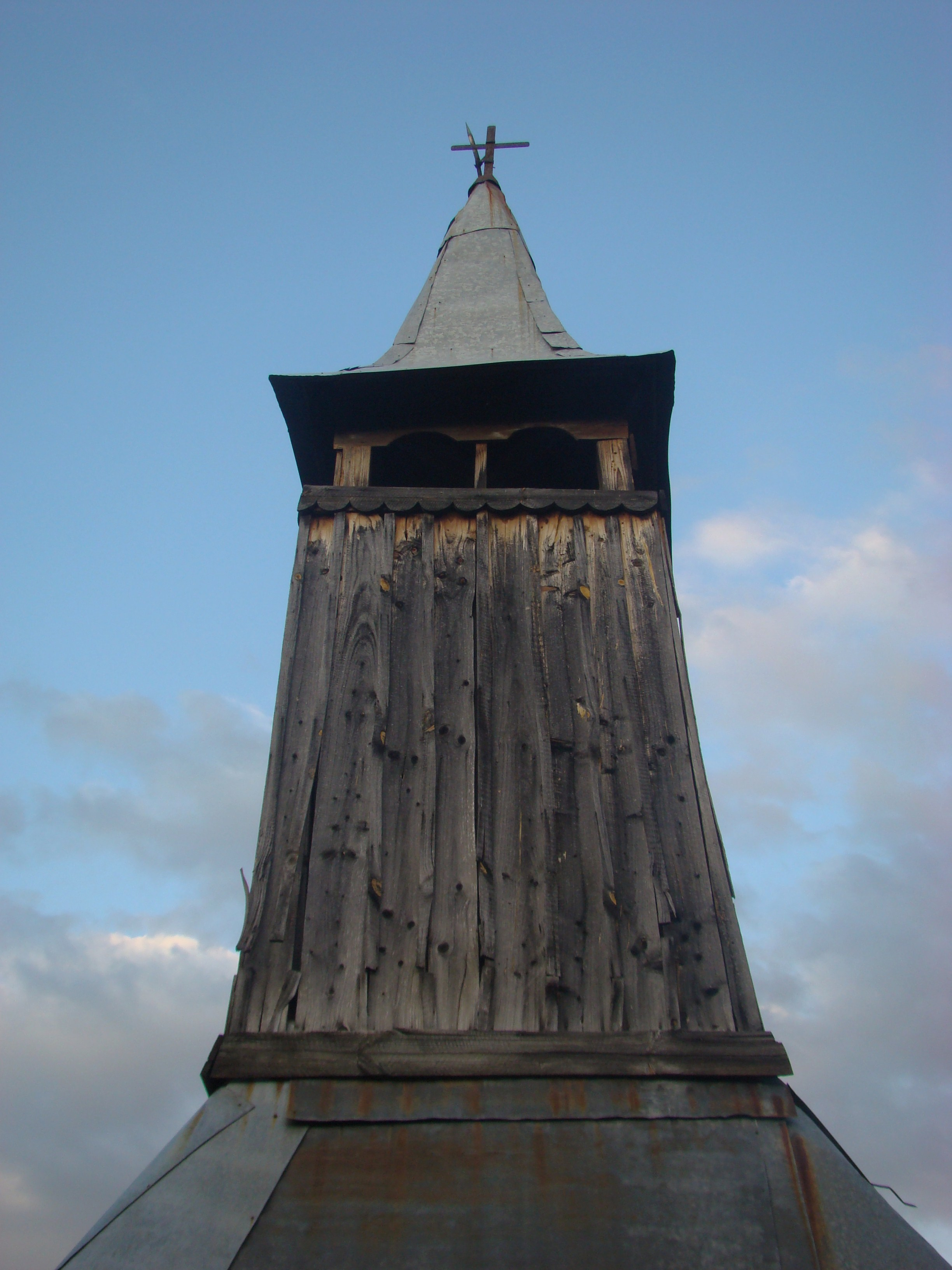

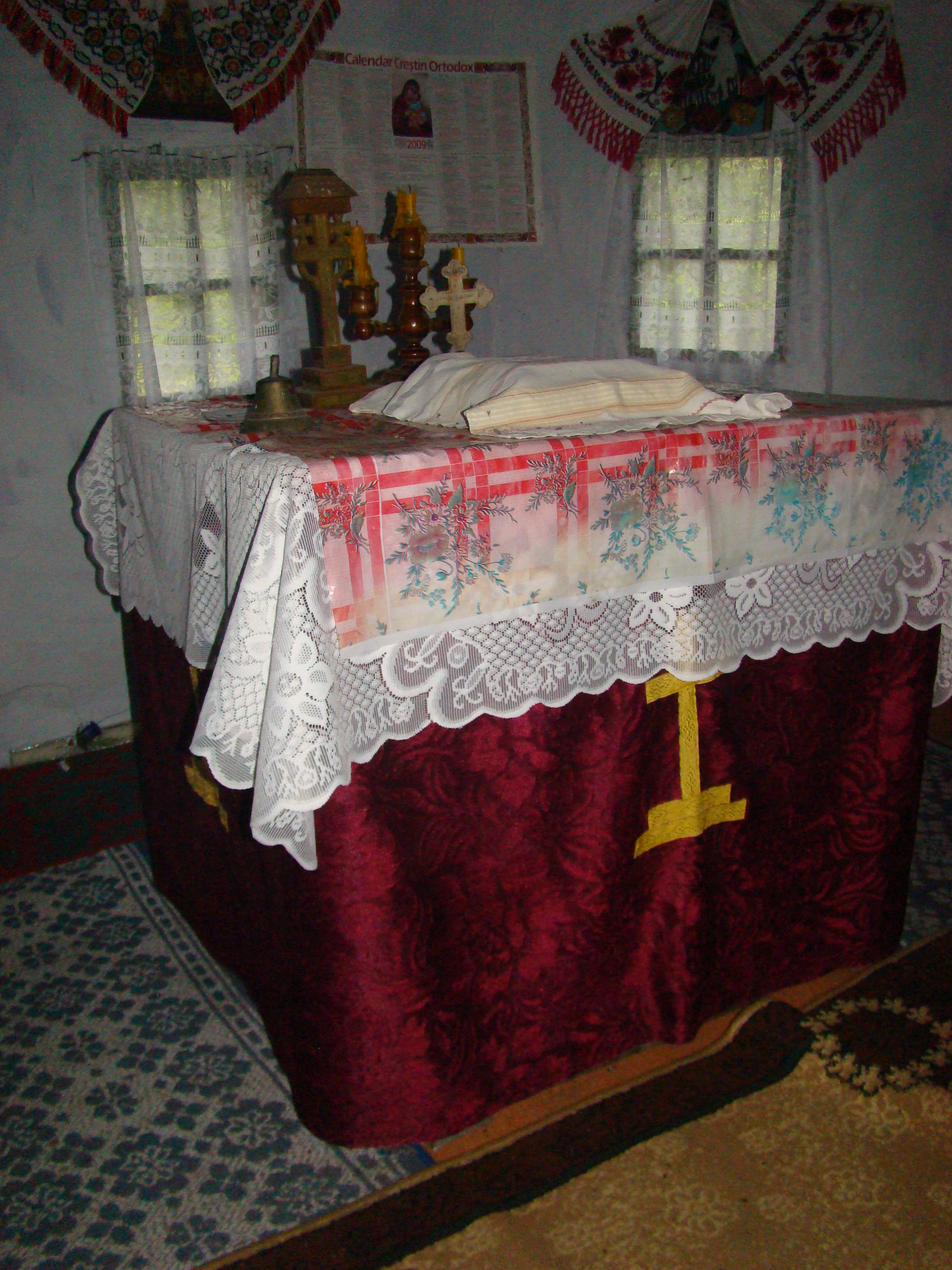

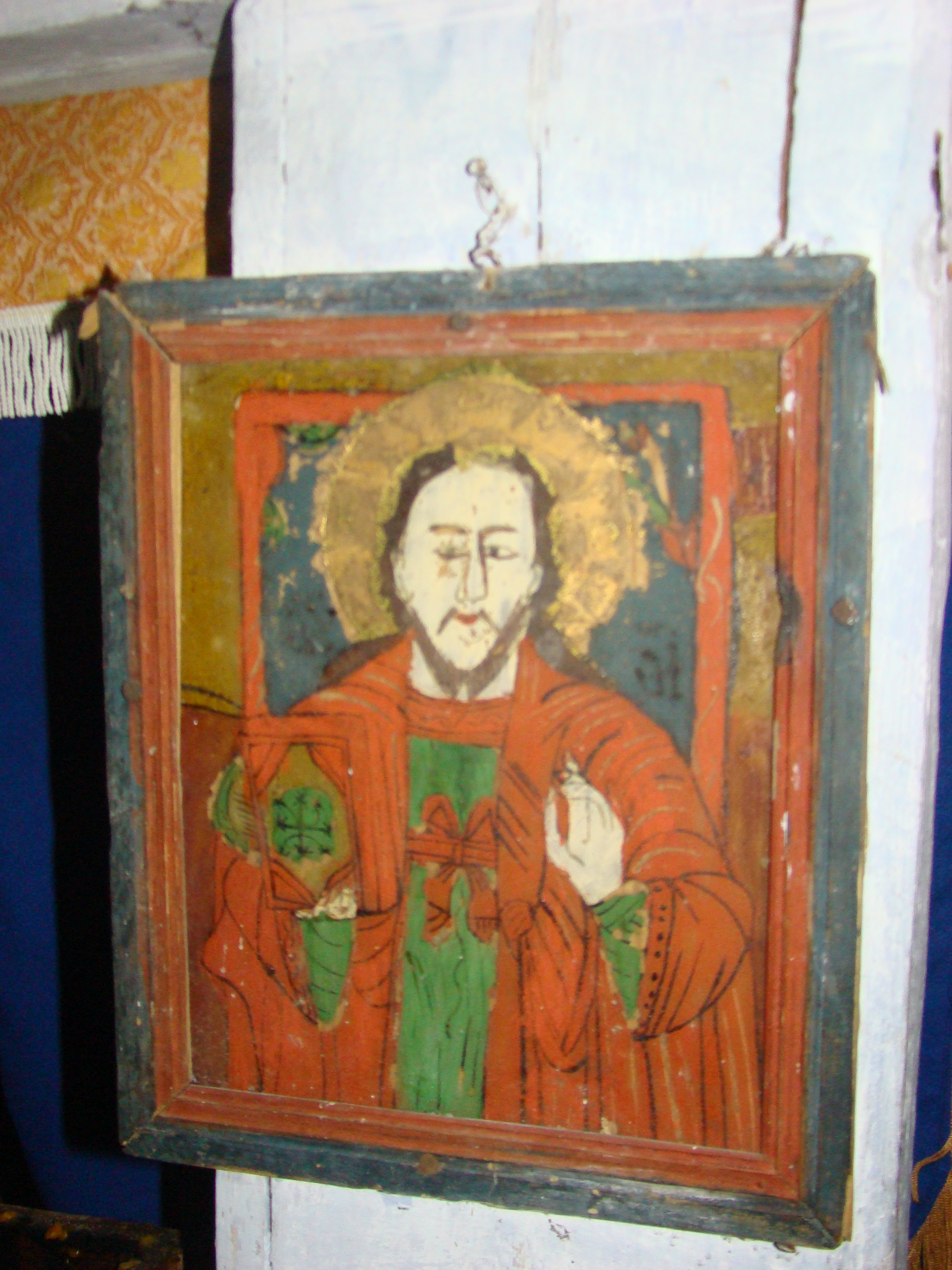

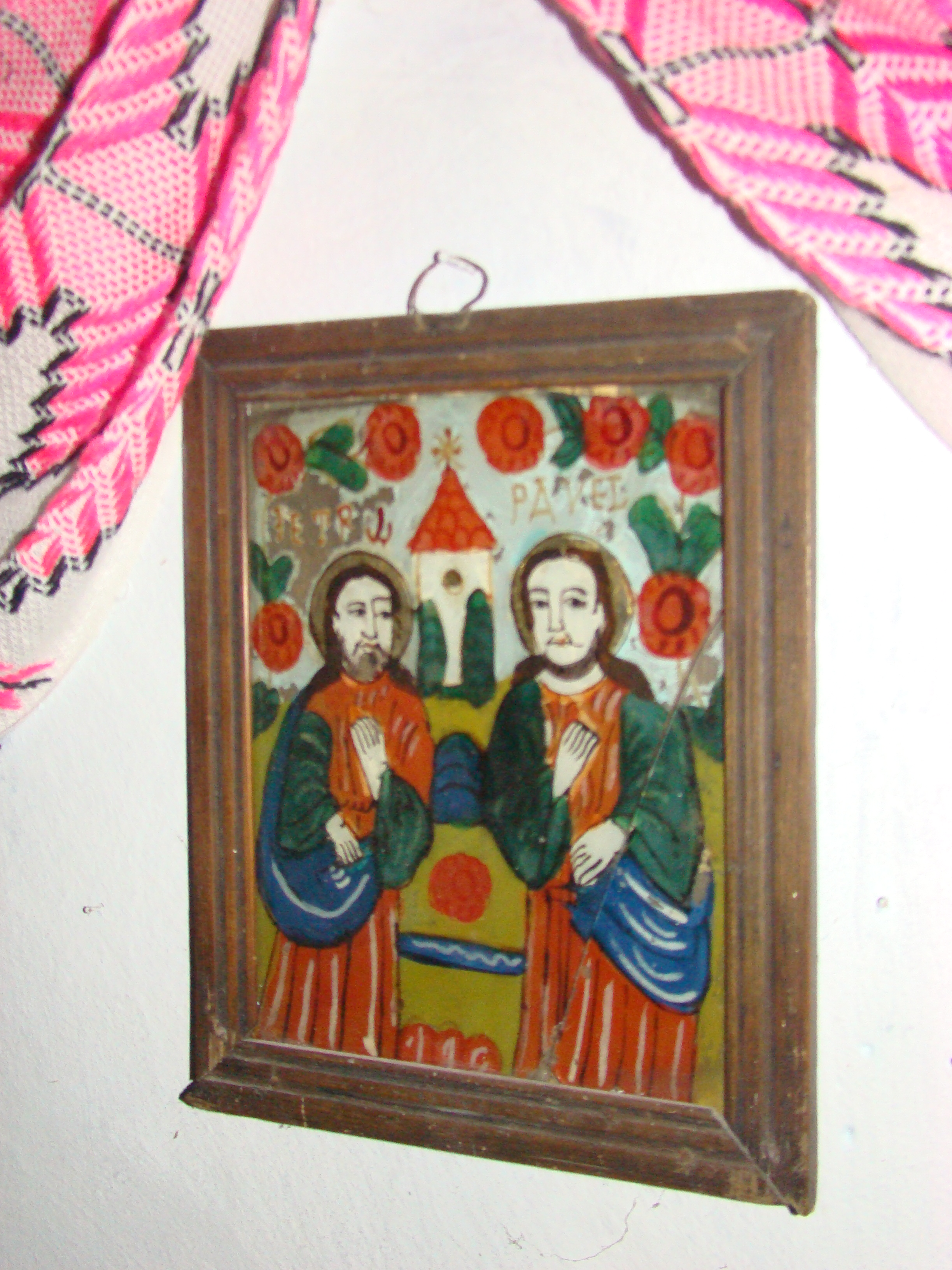

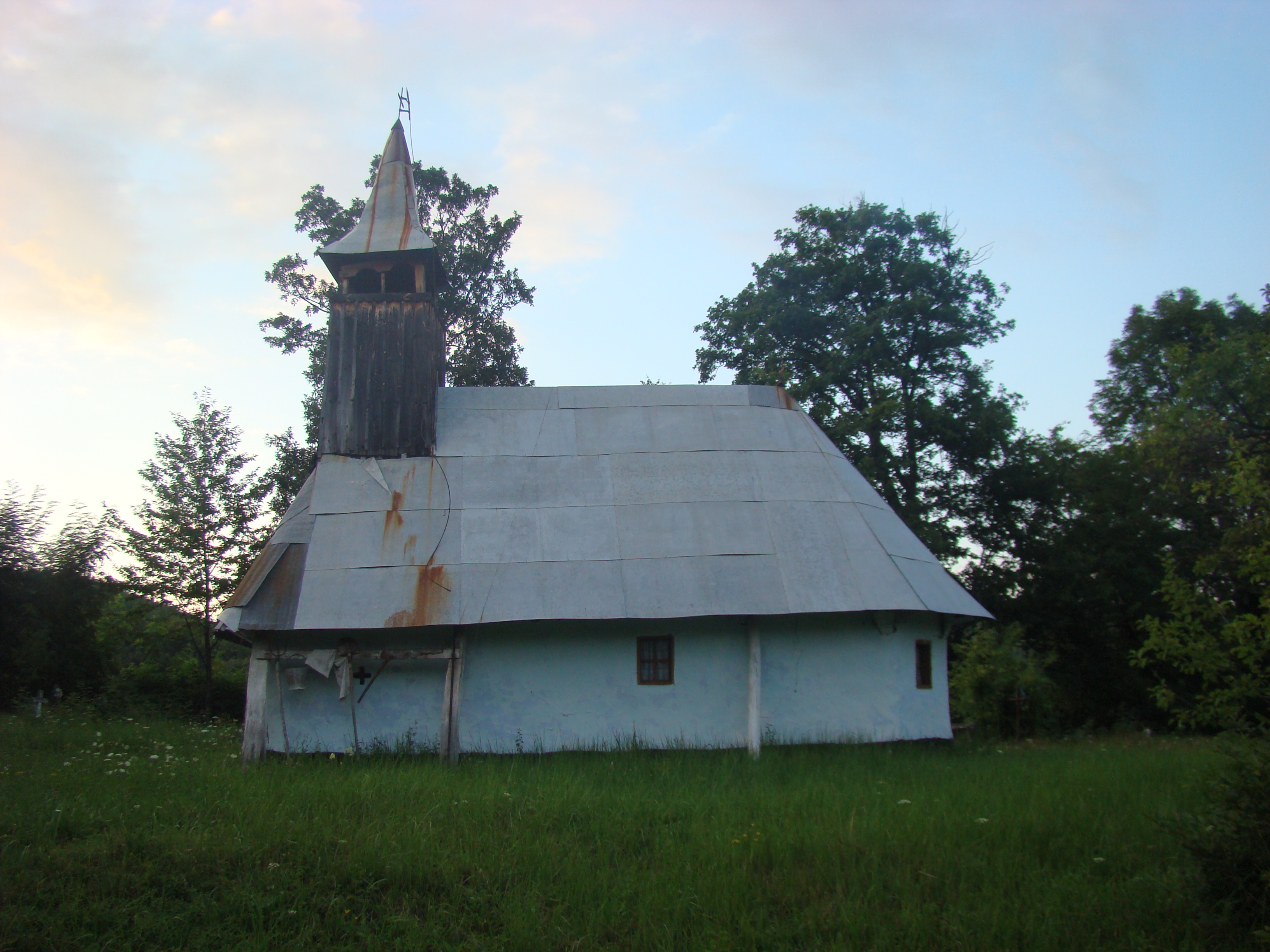

Biserica de lemn din Boiu de Jos, comuna Gurasada, județul Hunedoara a fost construită la mijlocul secolului XVII. Are hramul „Sf.Cuvioasă Paraschiva” (14 octombrie). Figurează pe lista monumentelor istorice, cod LMI HD-II-m-A-03259.

## Istoric și trăsături
Satul Boiu de Jos adăpostește o bisericuță de lemn inclusă pe lista monumentelor istorice românești (HD-II-m-A-03259), închinată „Cuvioasei Parascheva”. A fost ctitorită pe la mijlocul secolului al XVII-lea, datare spre care conduc proporțiile modeste, intrarea amplasată pe latura nordică și prezența unui luminator arhaic, în formă de cruce. 
Eventuala zestre picturală nu poate fi indentificată astăzi din pricina stratului interior și exterior de tencuială; căptușeala de scânduri a bolții a fost, de asemenea, văruită. În cazul în care s-ar recupera unele fragmente, acestea ar fi atribuite, cu siguranță, „popii” Ioan Zugravul din Deva, cel care, în anul 1770, executa o minunată icoană a „Sfântului Ierarh Nicolae”. Se păstrează, în schimb, mai multe piese sculpturale, între care se remarcă un sfeșnic cu cinci brațe, realizat în 1813. 
Înfățișând un plan dreptunghiular, cu absidia nedecroșată, poligonală cu trei laturi, edificiul, acoperit în întregime cu tablă, a fost supus, în anul 1775, unei ample renovări, cu caracter de rectitorire. Biserica apare consemnată în tabelele conscripțiilor din 1750, 1761-1762, 1805 și 1828-1831; harta iosefină a Transilvaniei (1769-1773) o omite.

## Imagini din exterior

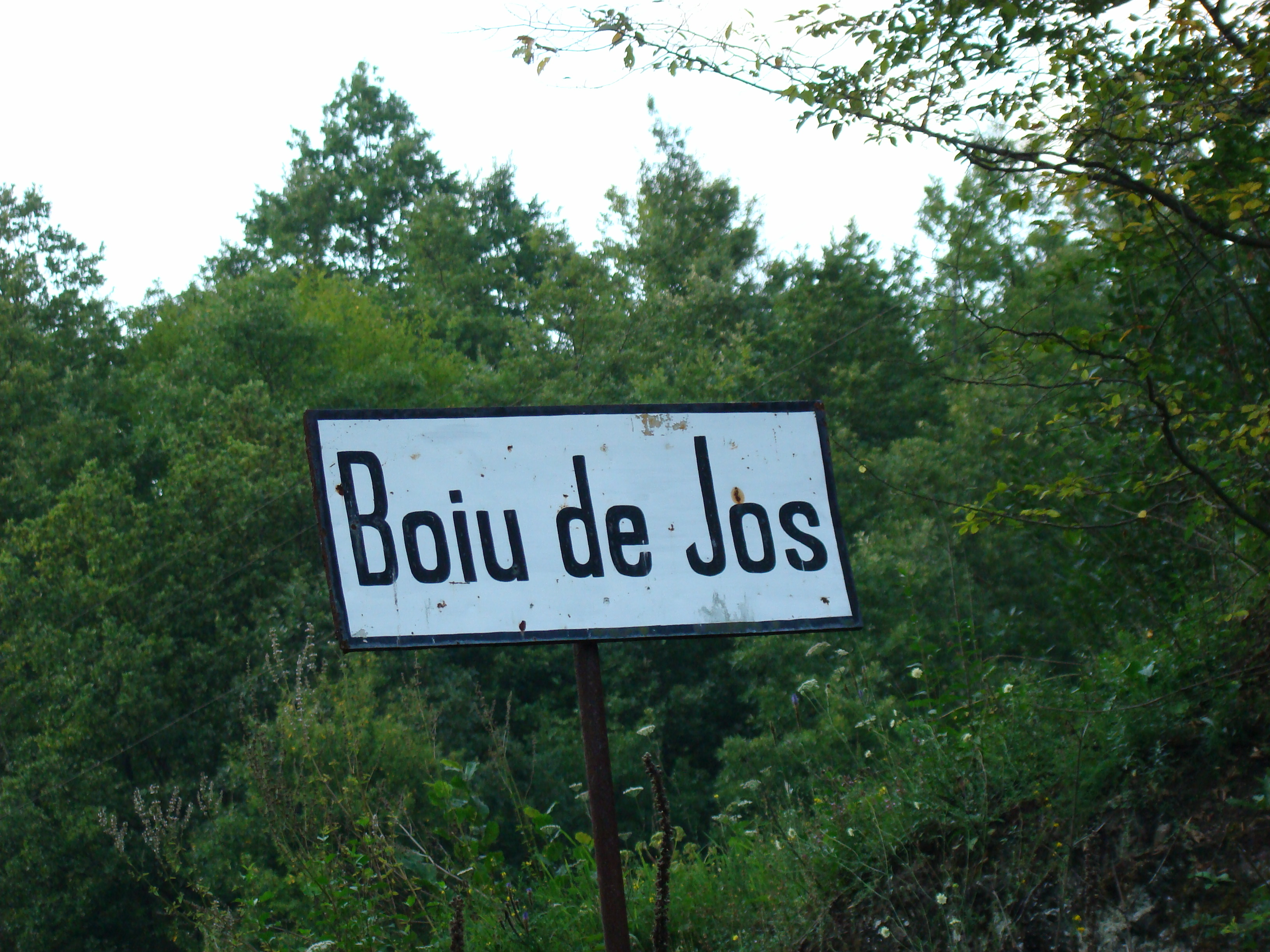
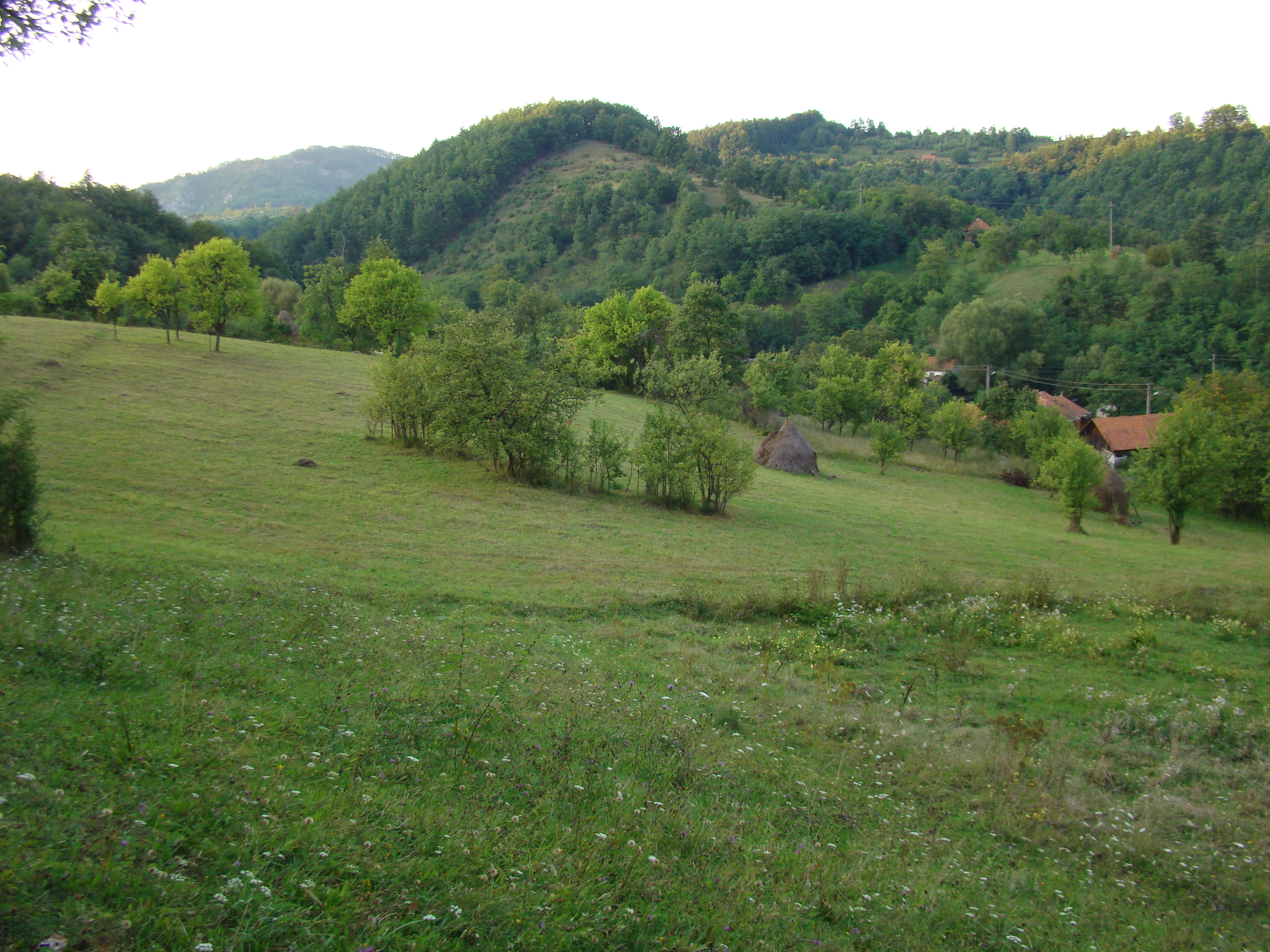
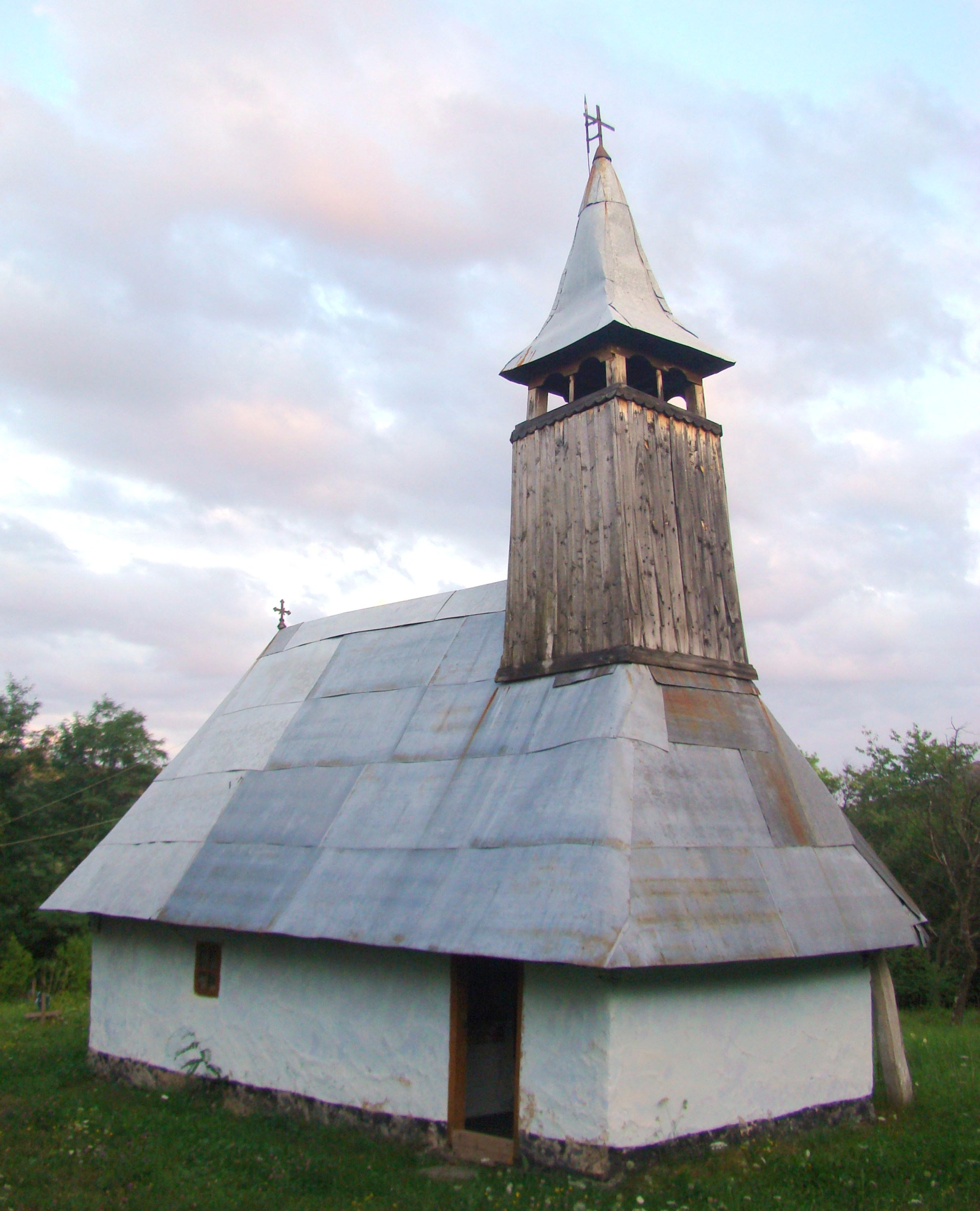
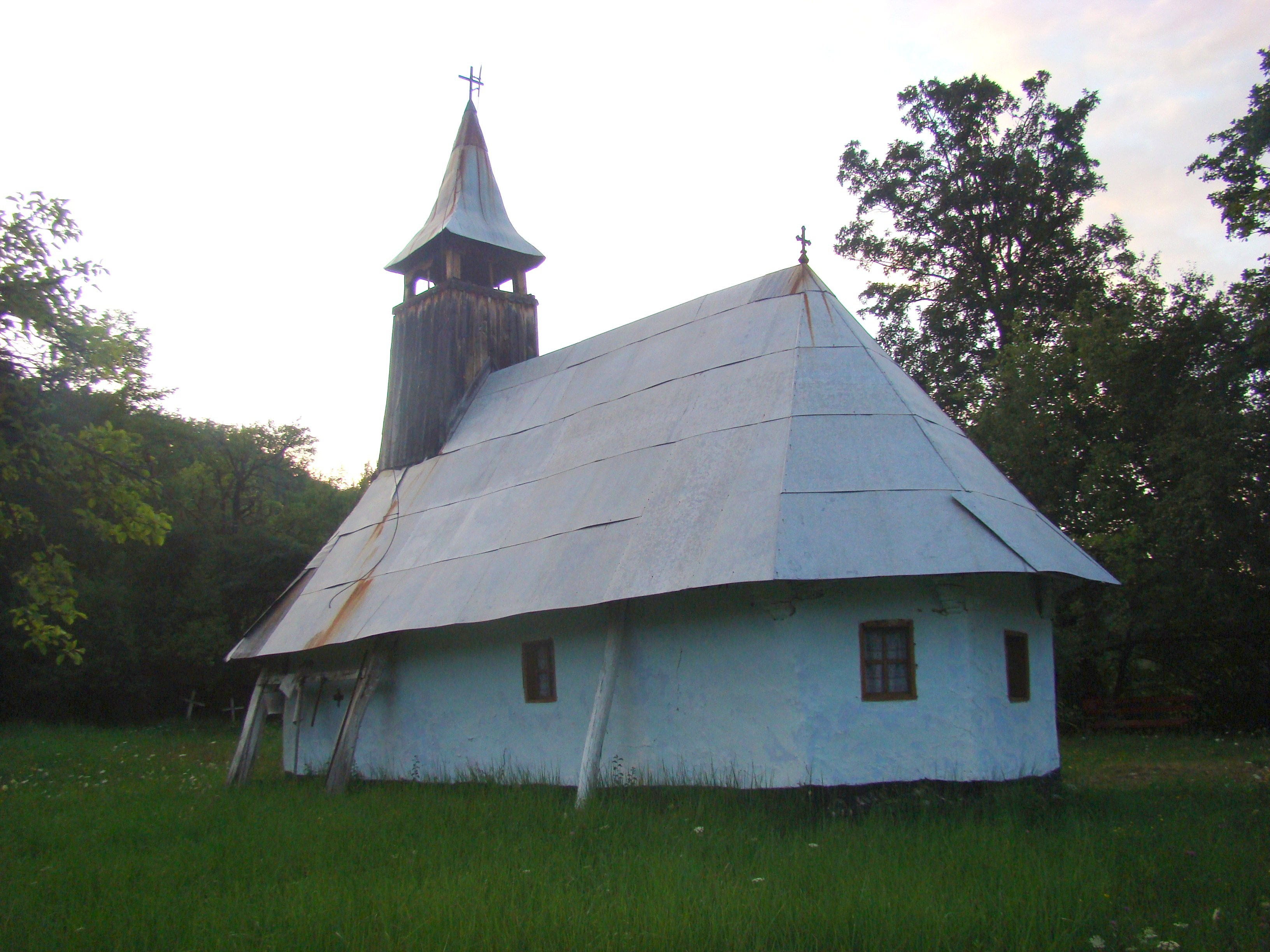
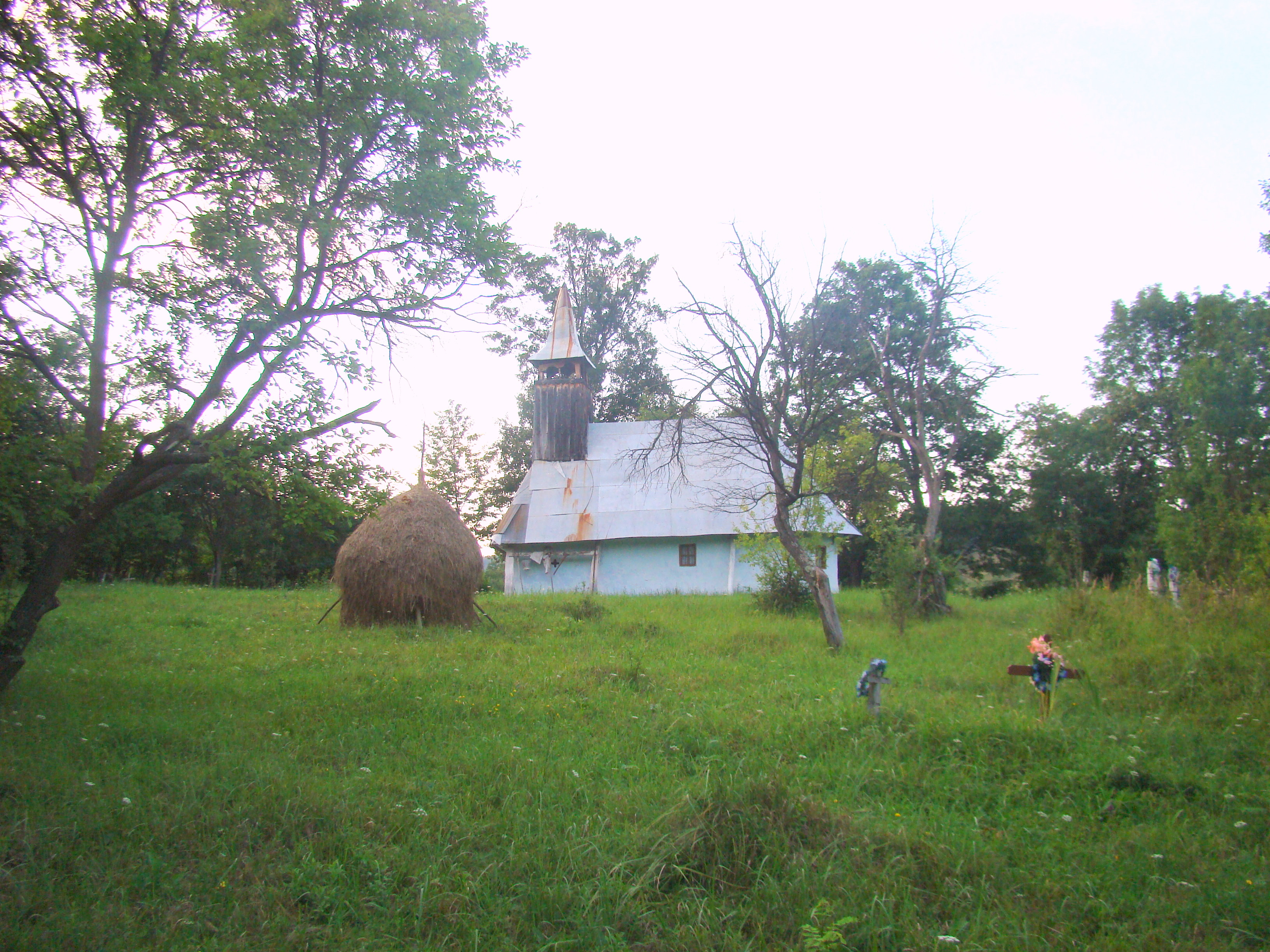
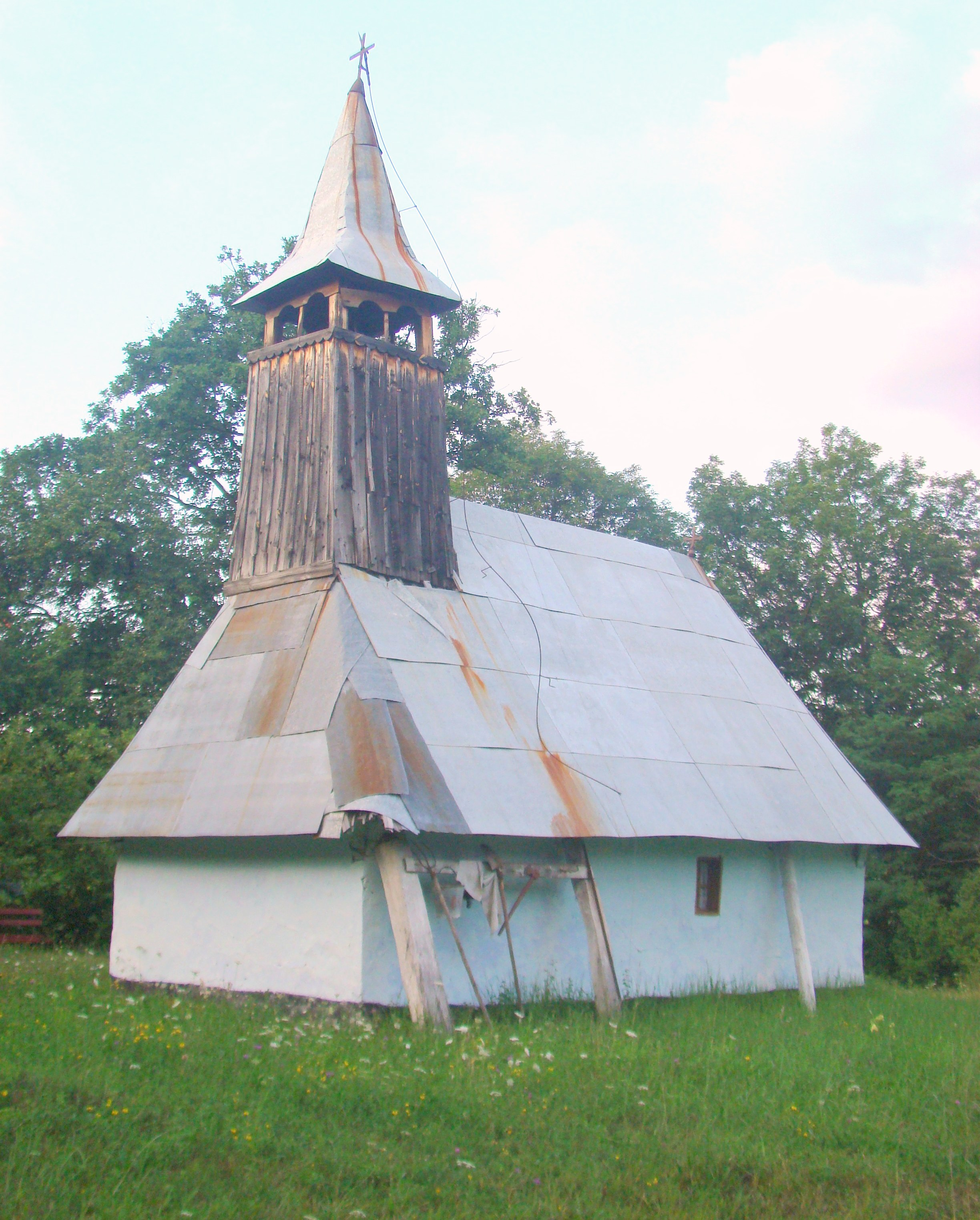
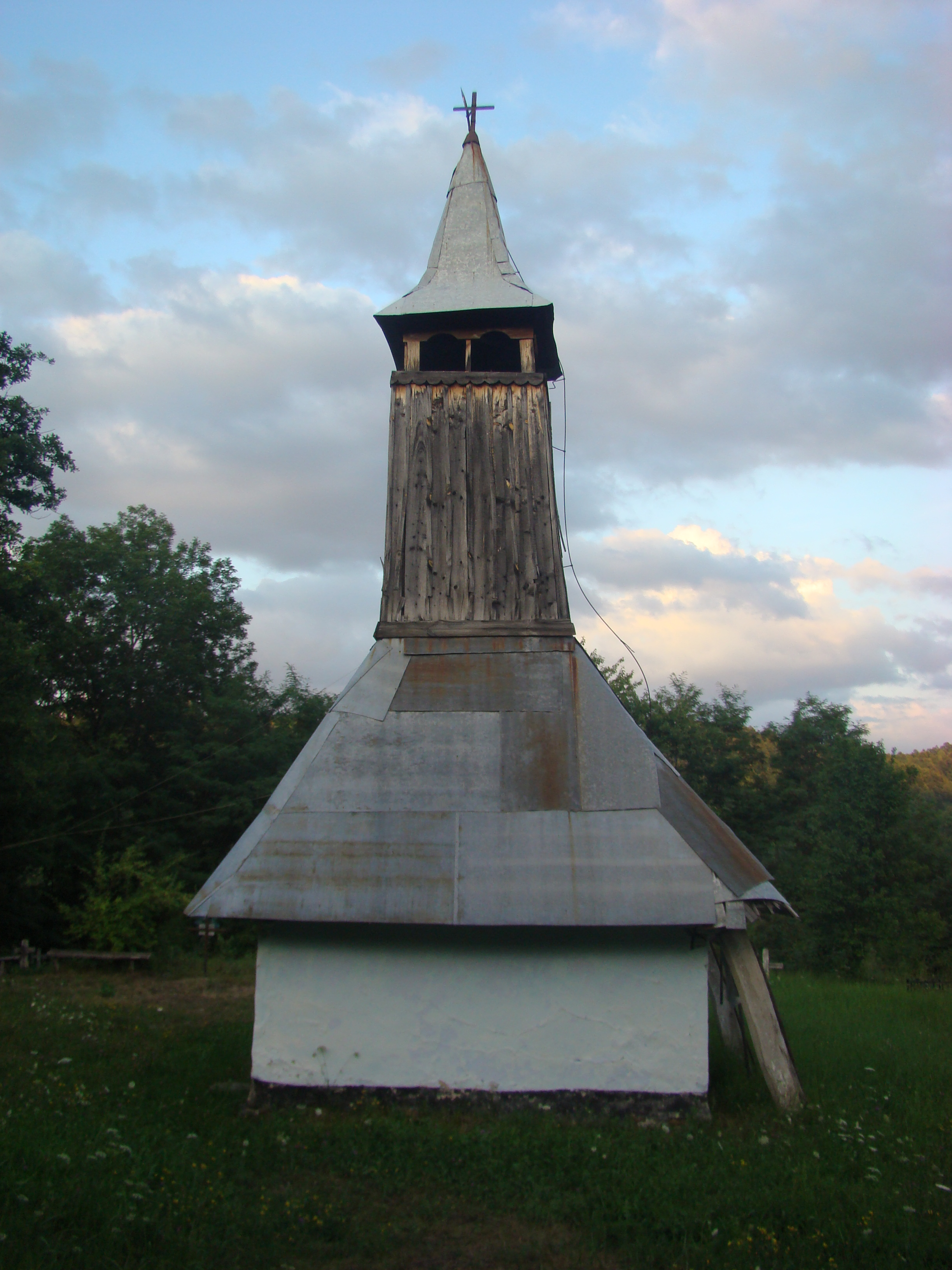
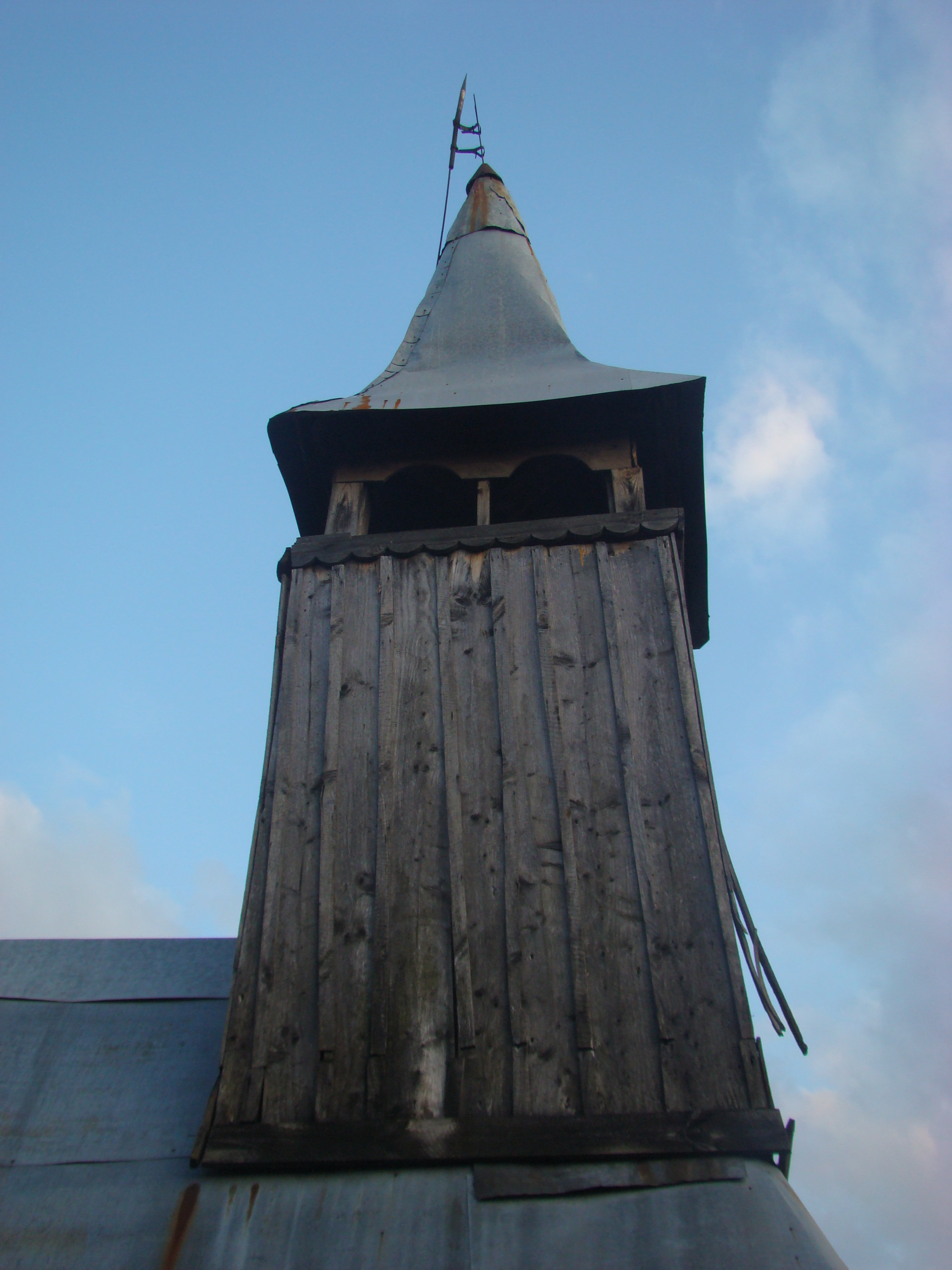
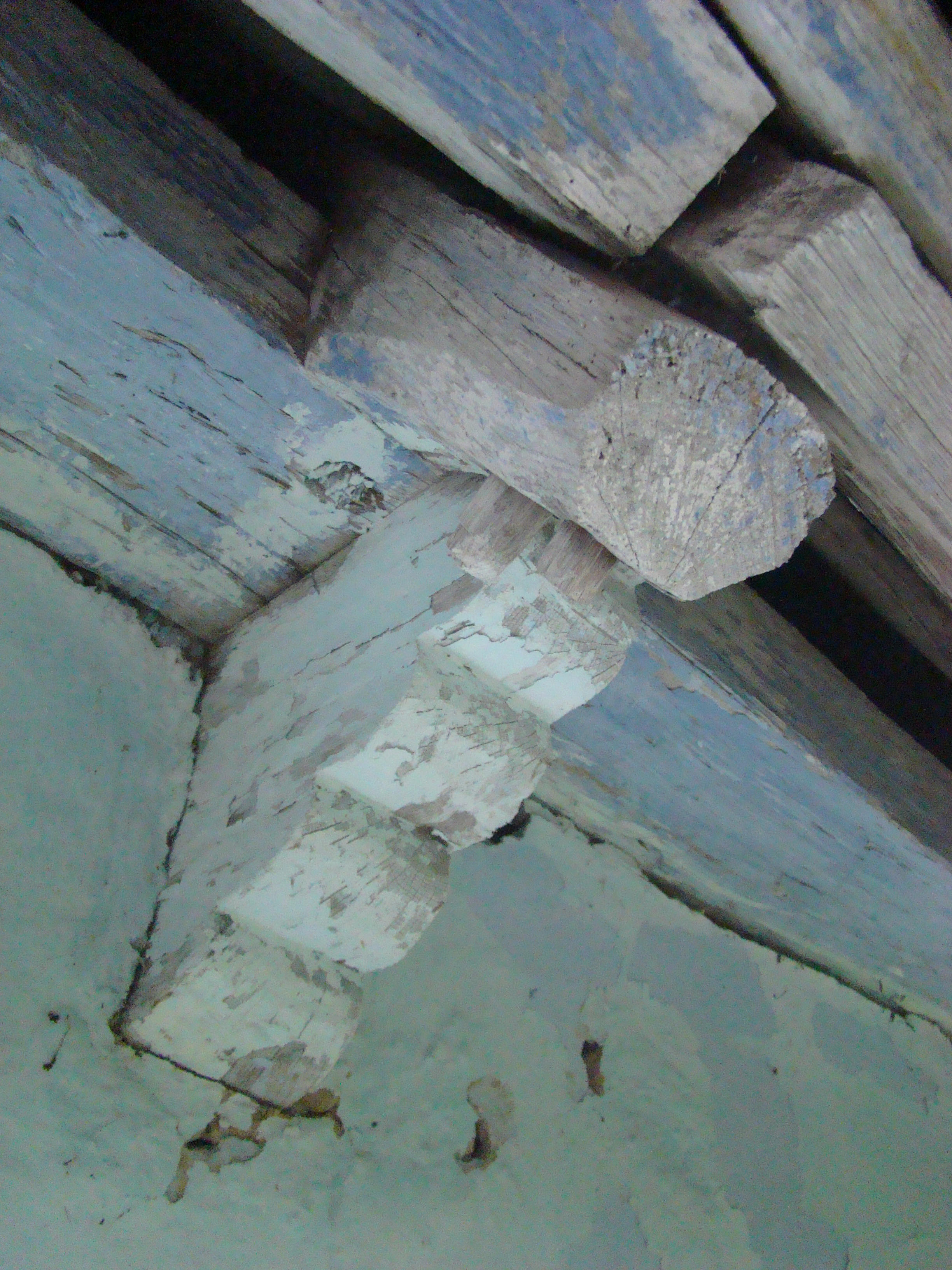
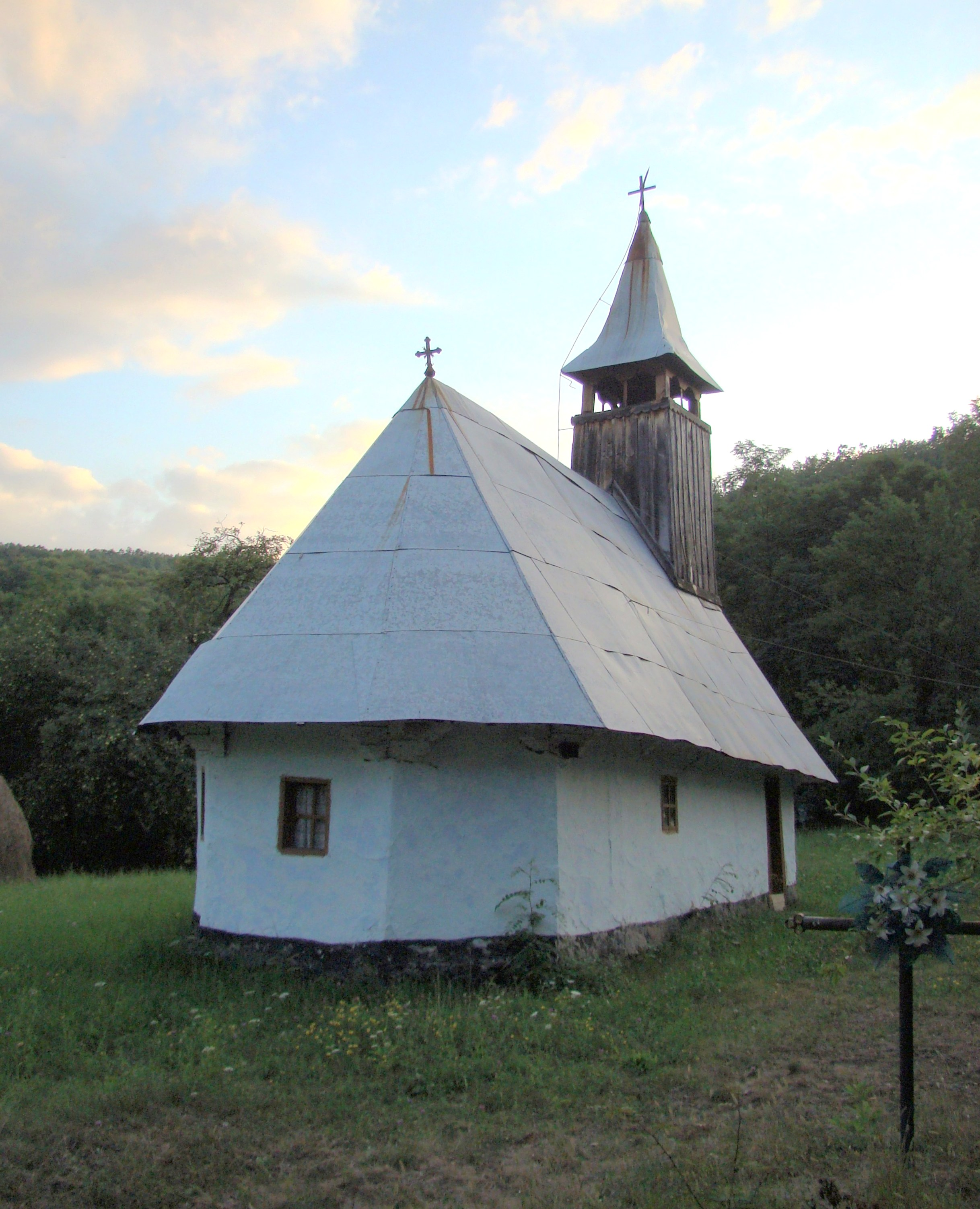
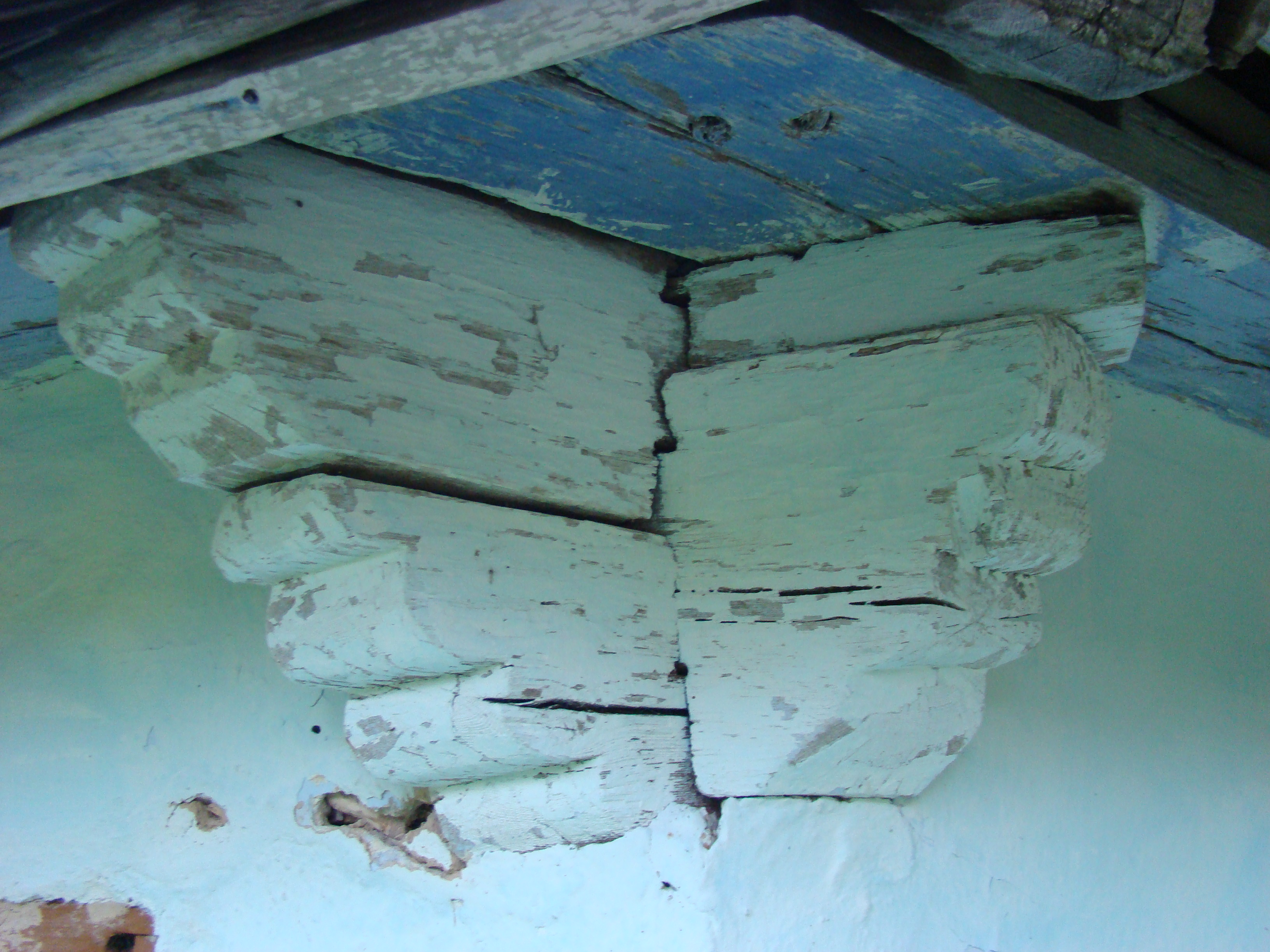
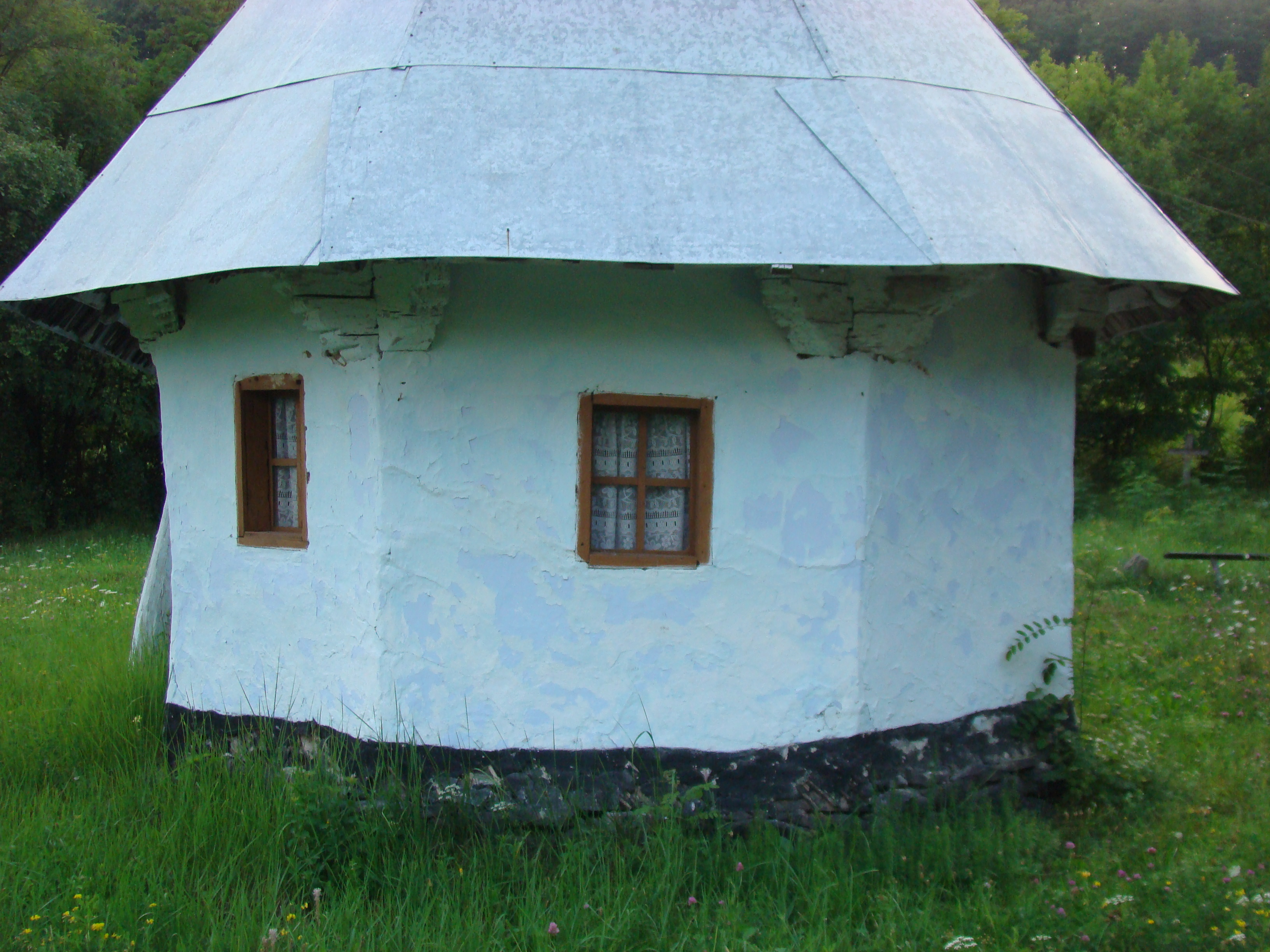
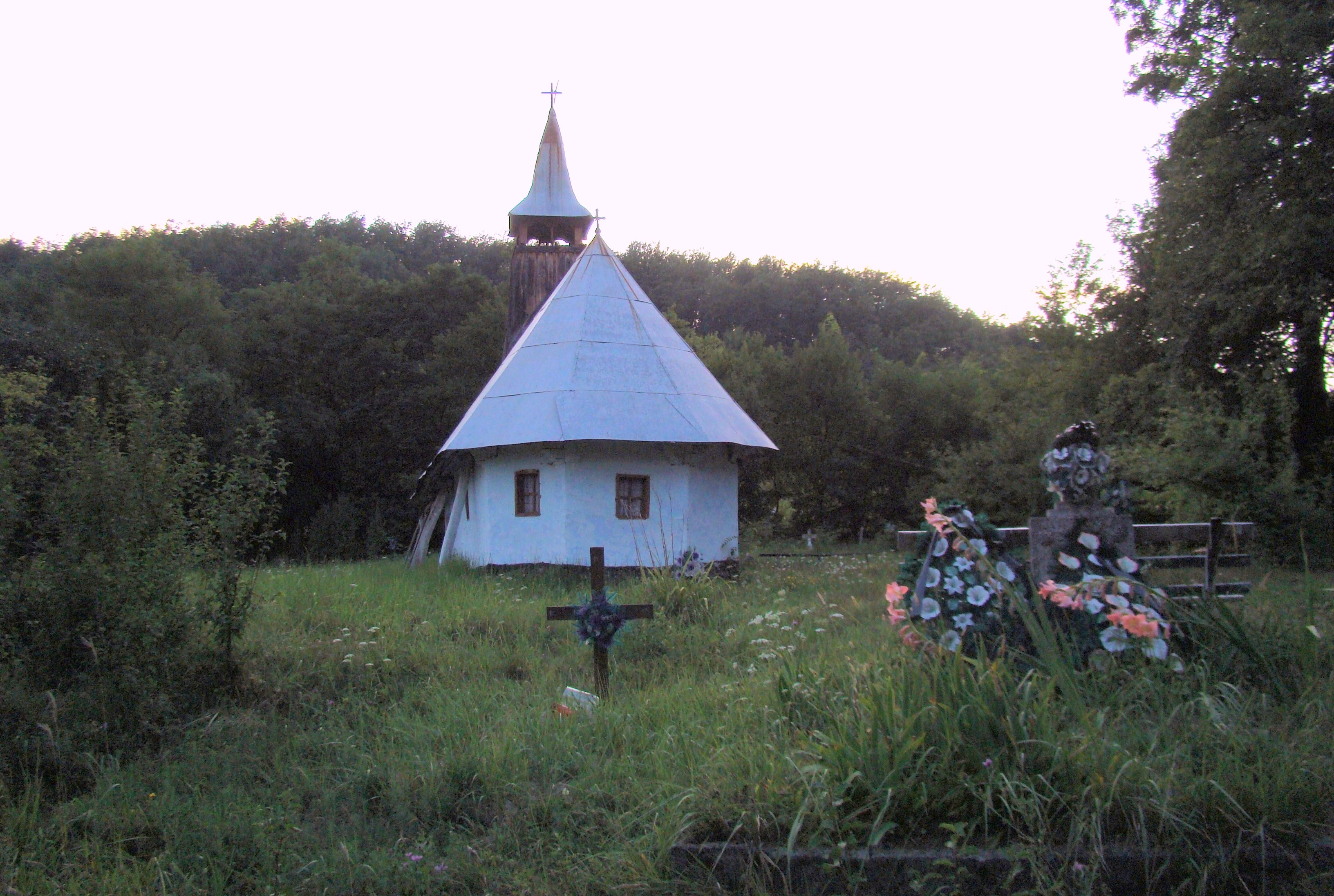
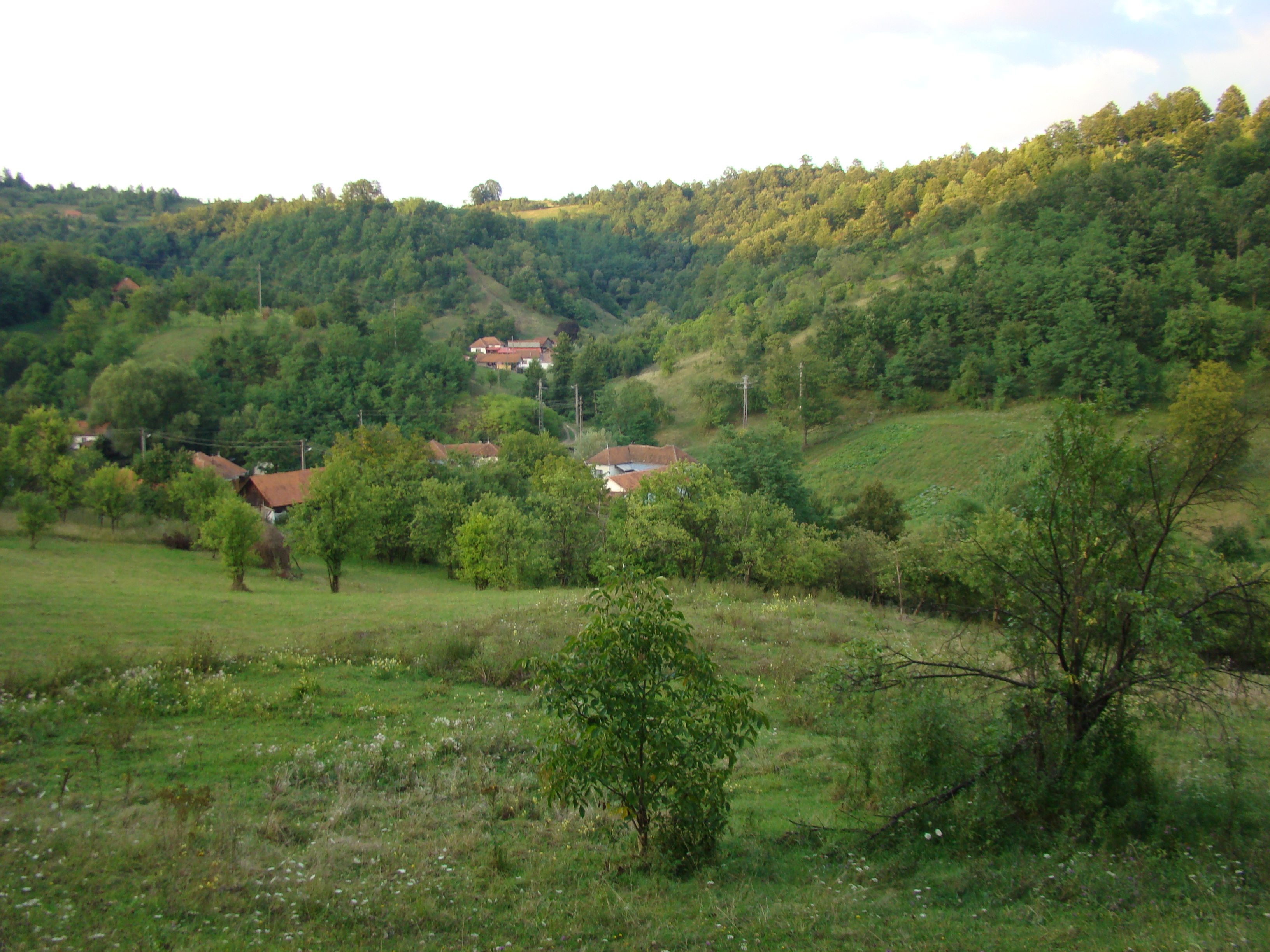

## Imagini din interior

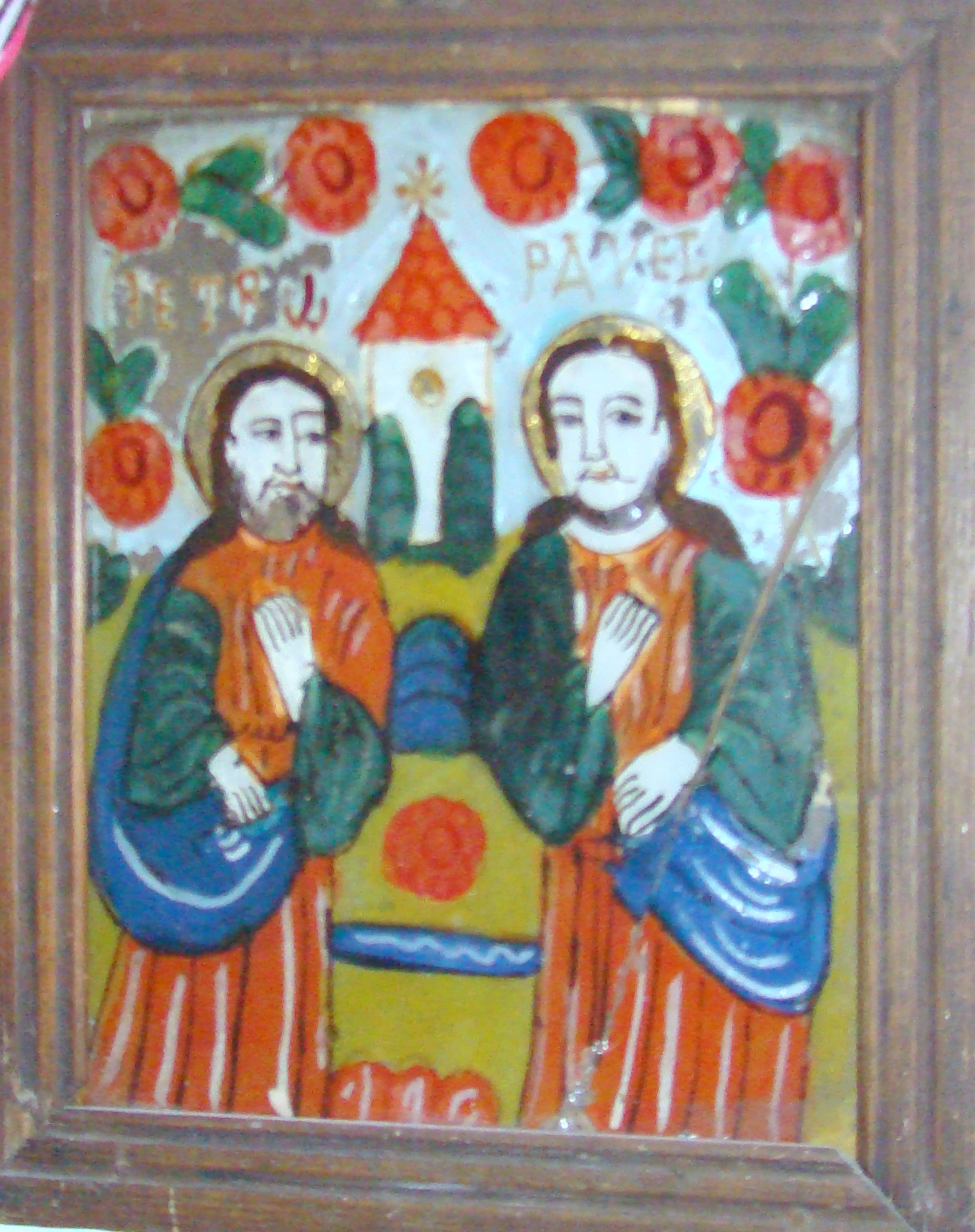
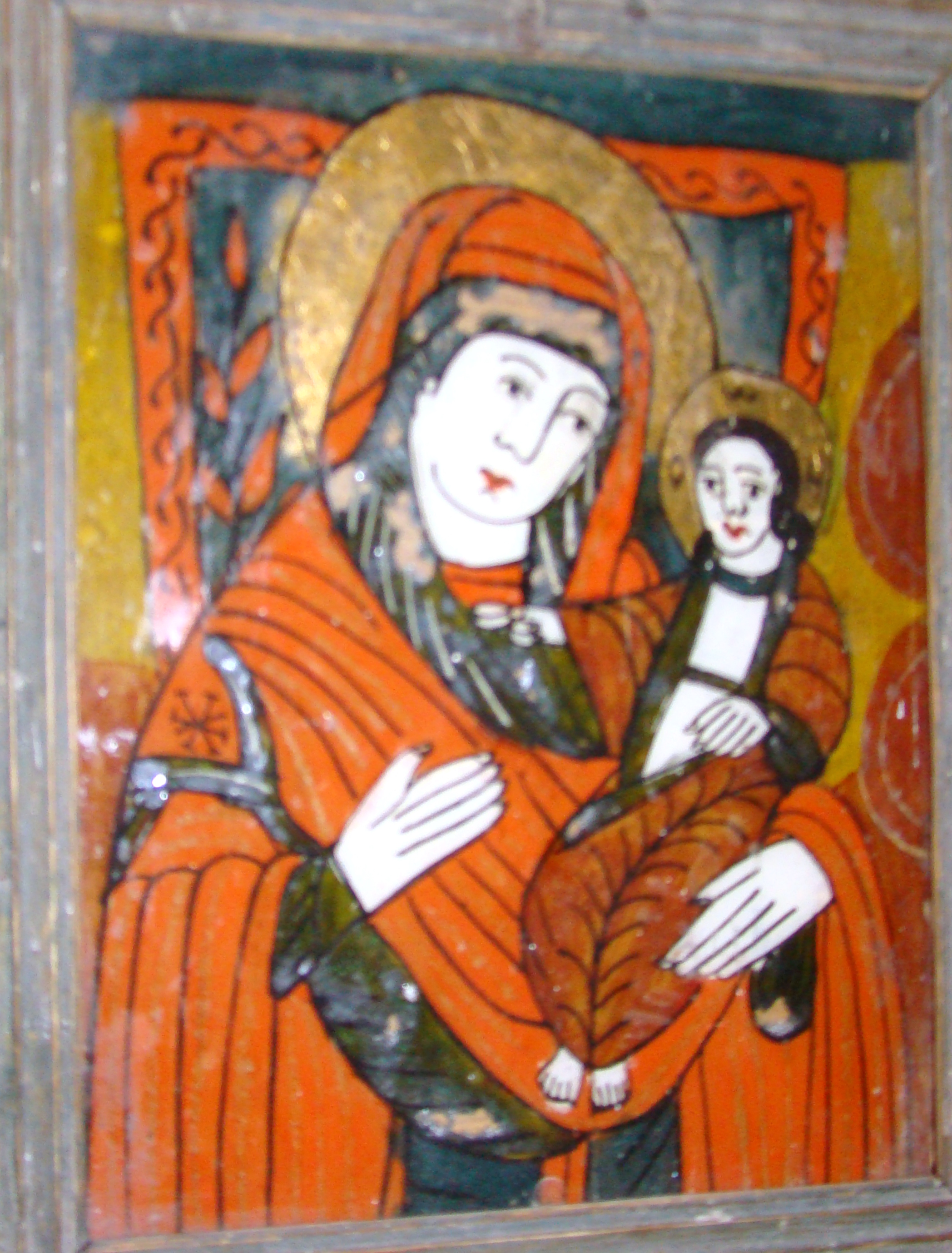
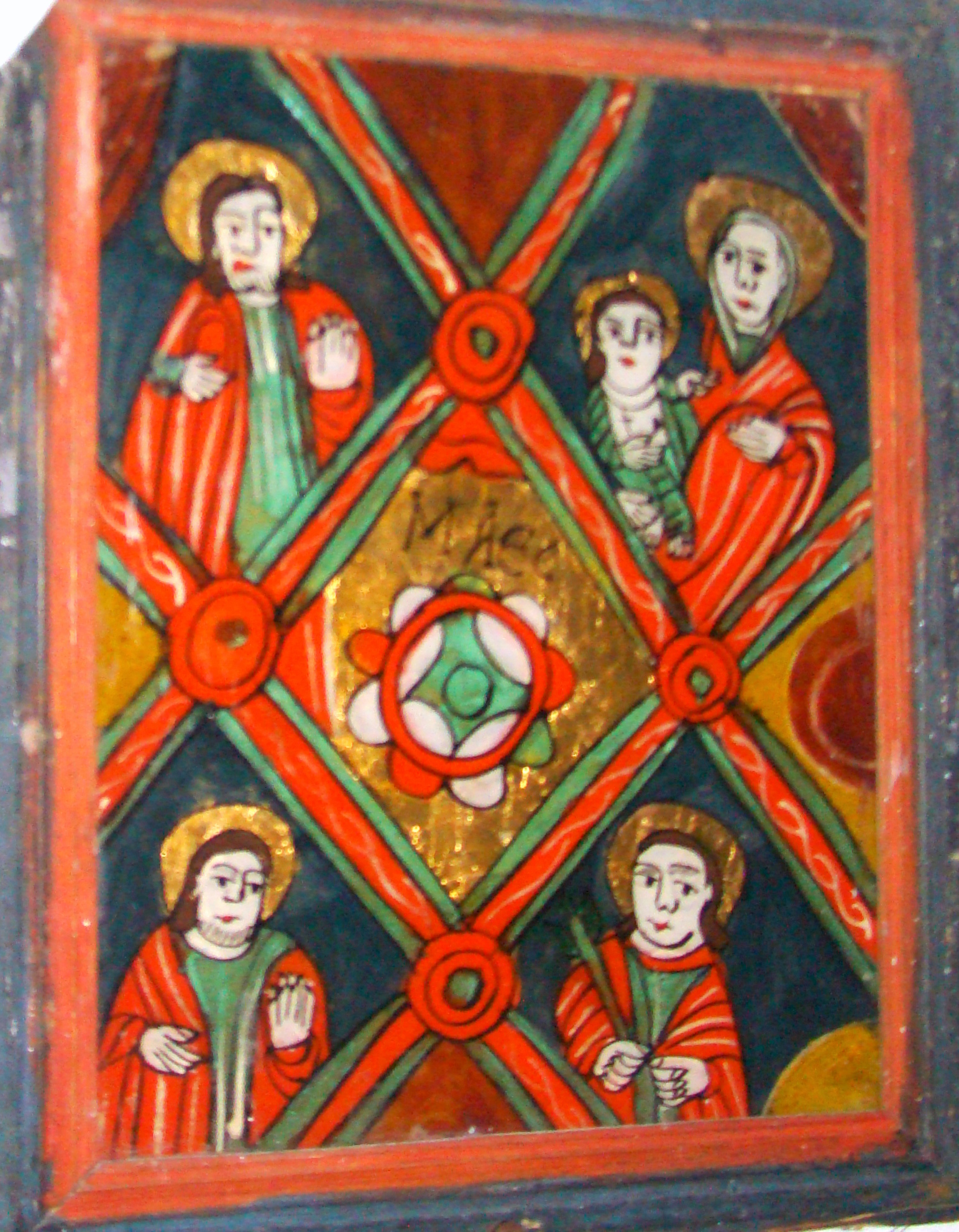
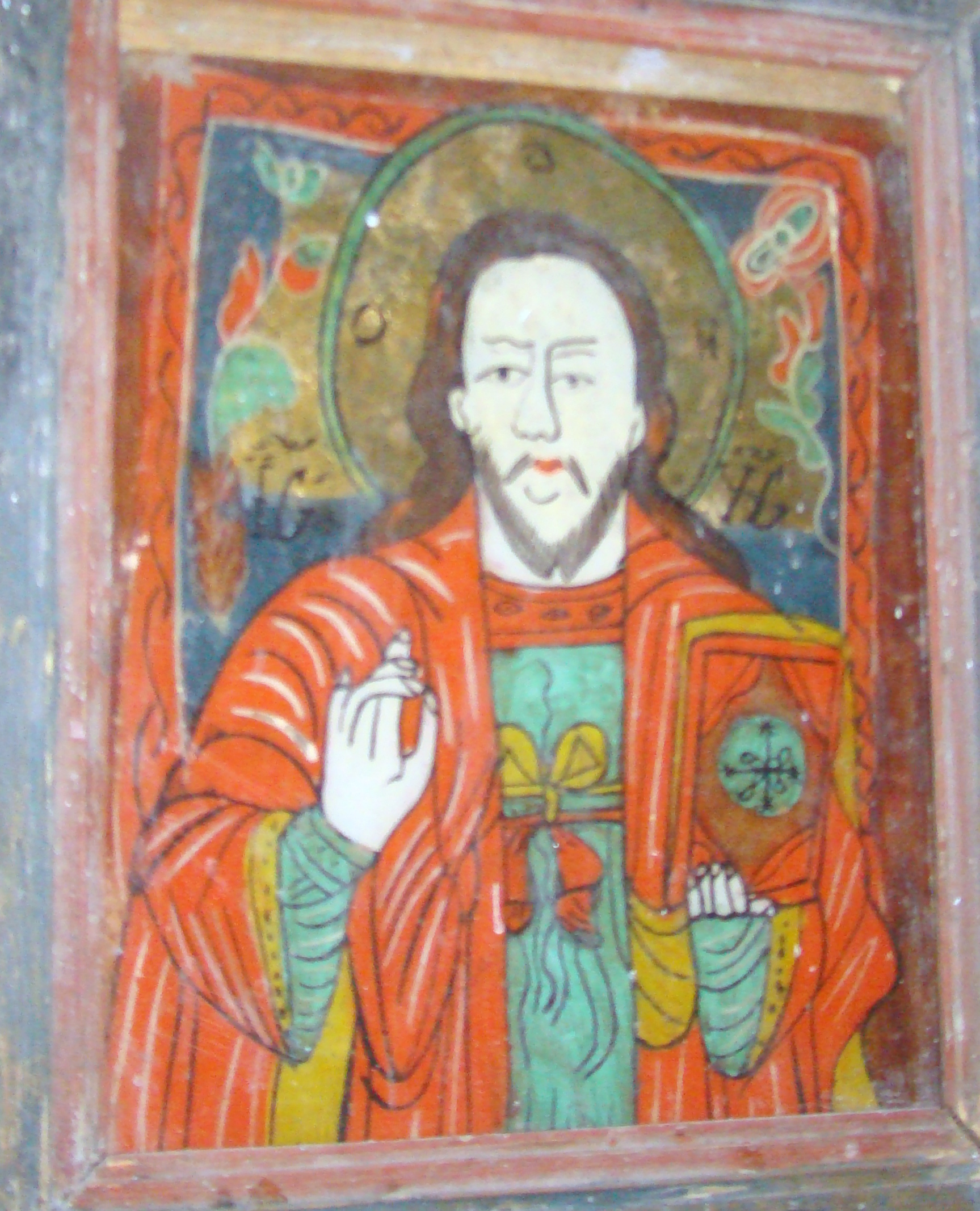
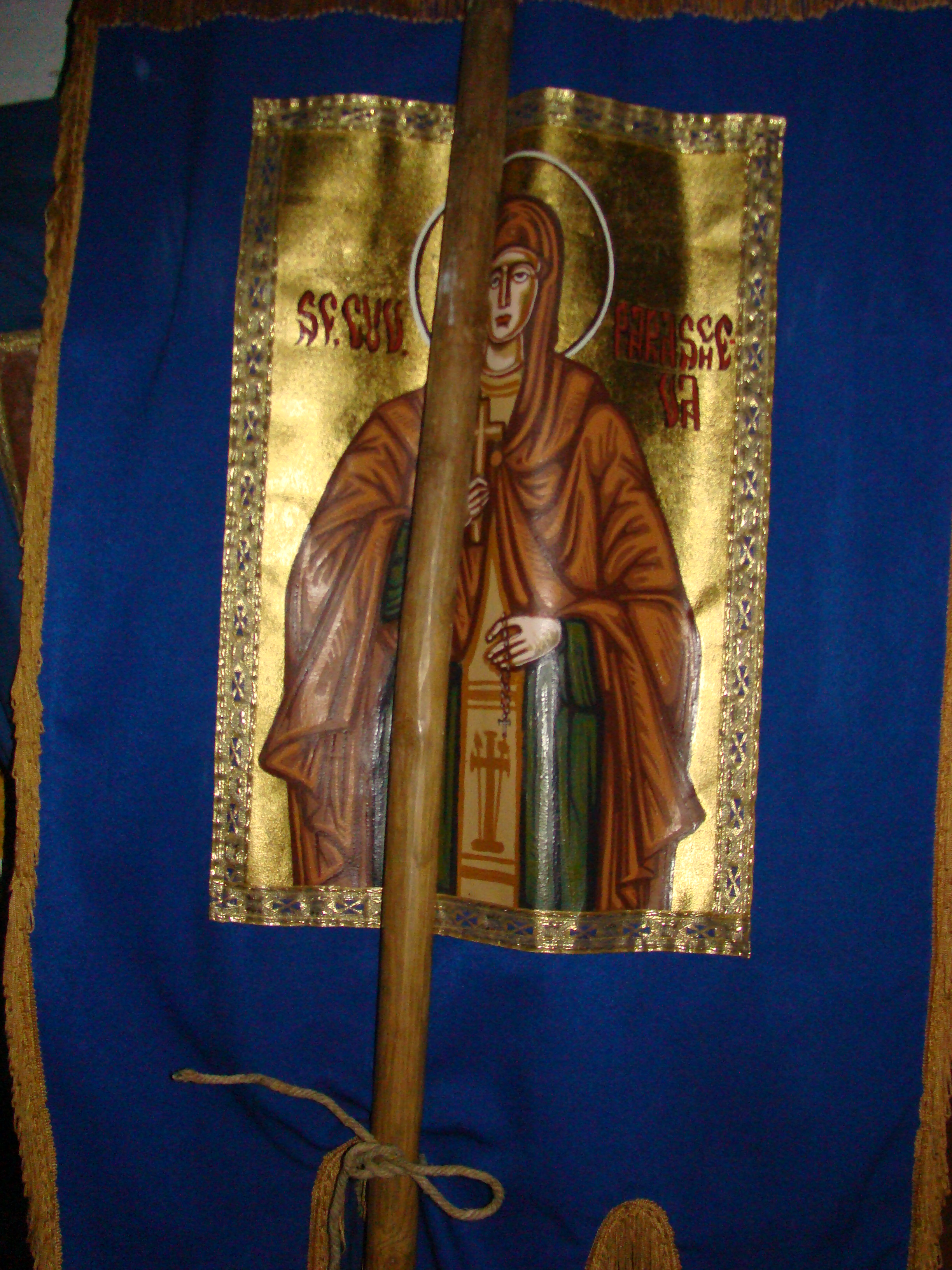
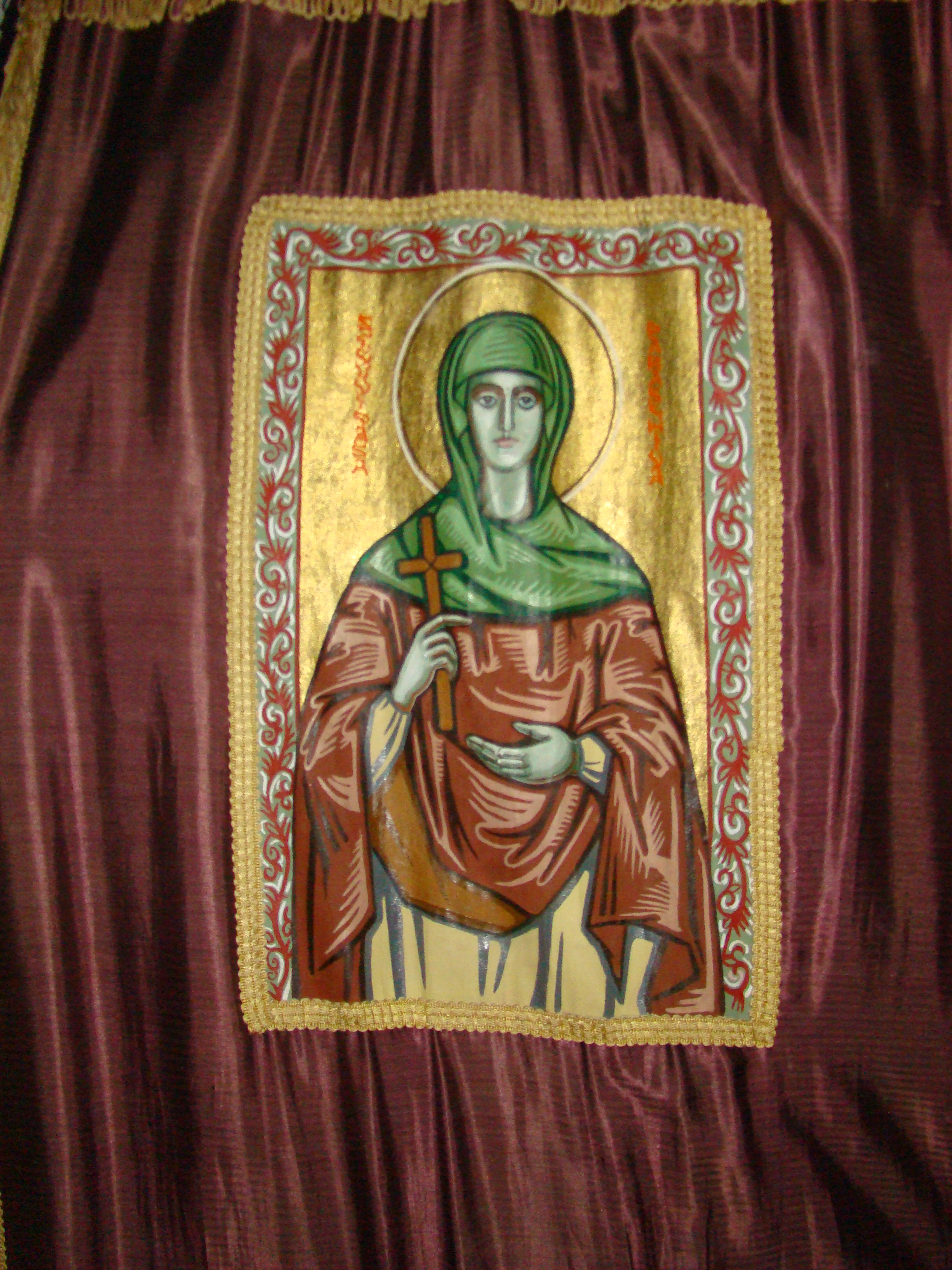
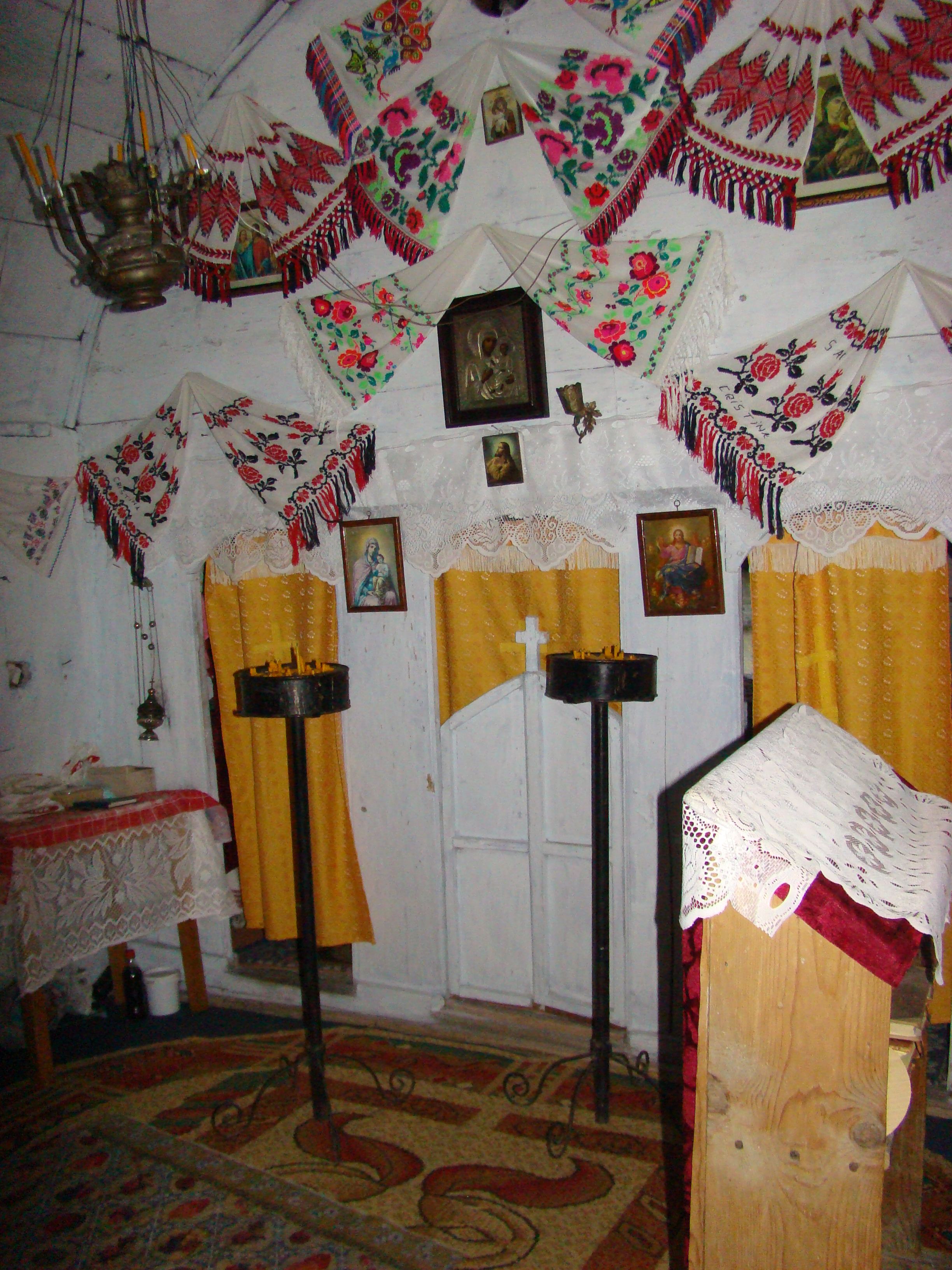
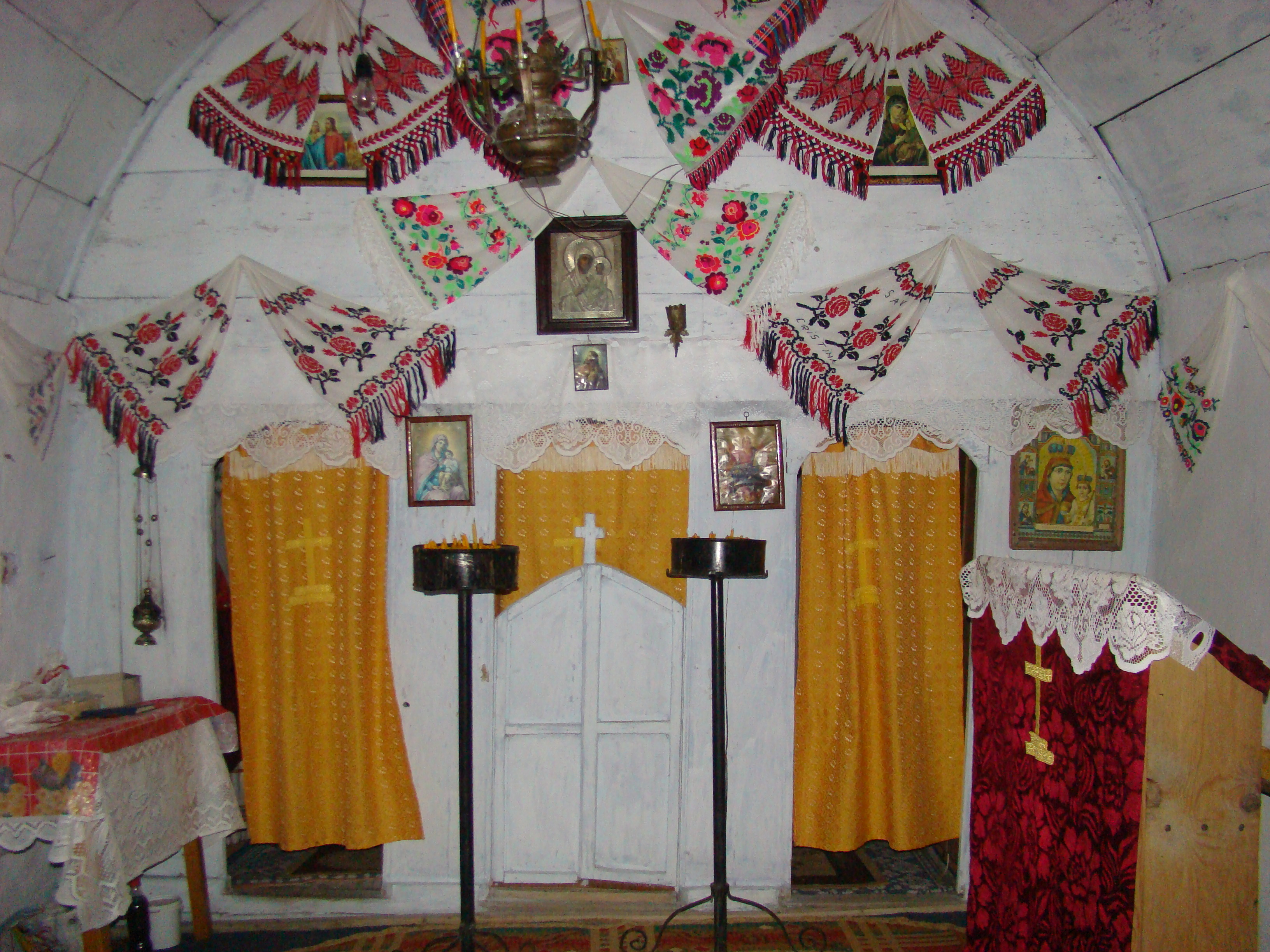
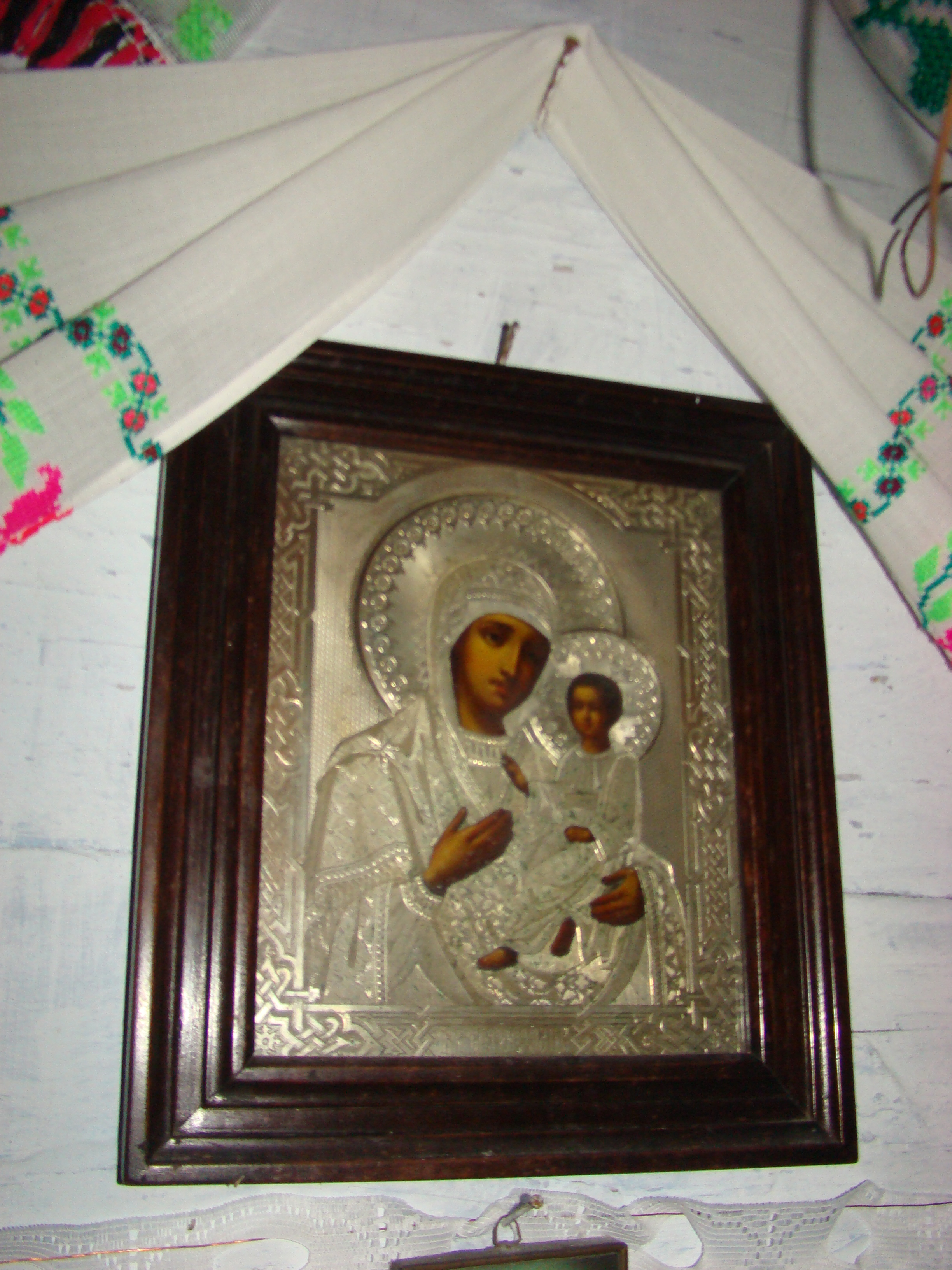
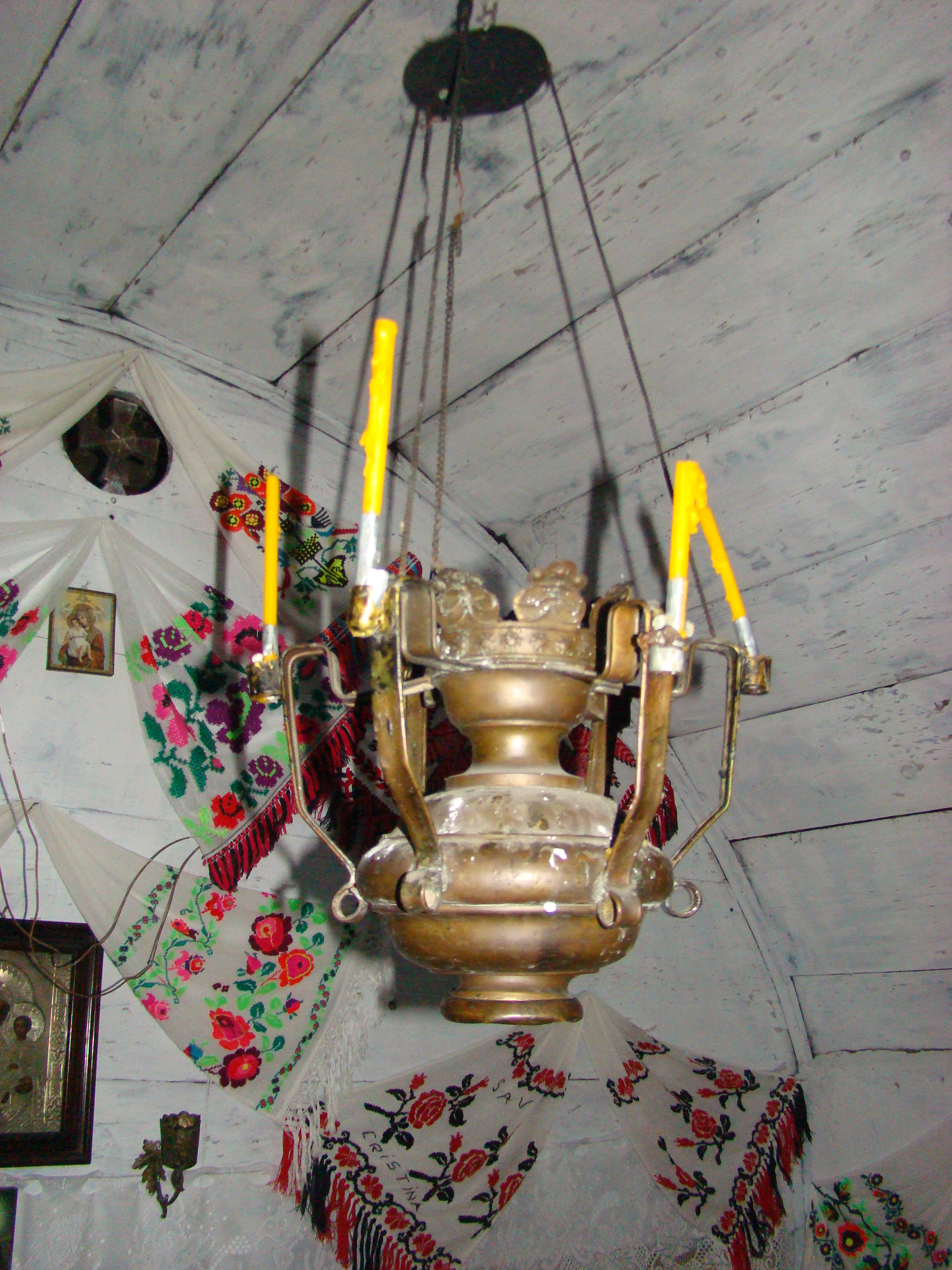
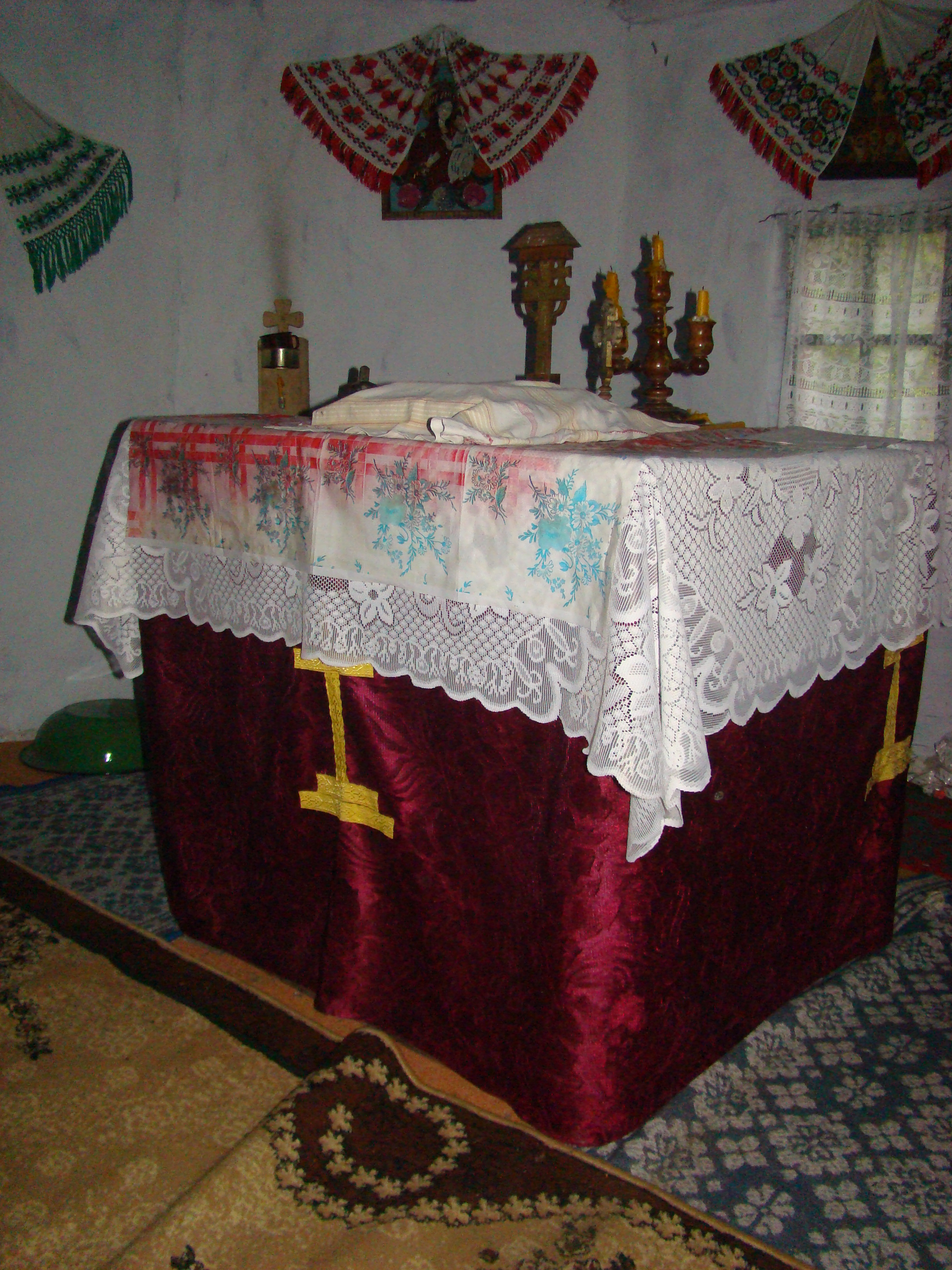